# マンディーサ
マンディーサ・ハンドレイ（Mandisa Hundley、1976年10月2日 - 2024年4月18日）は、アメリカの福音書と現代のキリスト教のレコーディング・アーティスト。マンディーサはアメリカ合衆国のゴスペル歌手であり、『アメリカン・アイドル』シーズン5最終選考で第9位であった。

## 人物

### 若年期
マンディーサ・リン・ハンドレイは、カリフォルニア州シトラスハイツで生まれ育った。エル・カミーノ高等学校卒業後、サクラメントのアメリカン・リバー・カレッジでジャズ歌唱を学ぶ。その後、テネシー州のフィスク大学で声楽演奏を専攻し音楽学士を取得した。

## 『アメリカン・アイドル』
シカゴでアイドルオーディション番組『アメリカン・アイドル』のオーディションを受けた。その時シンプルに苗字無しでマンディーサとして出場した。ホイットニー・ヒューストンからデフ・レパードまで幅広く影響を受けている、としている。
審査員のサイモン・コーウェルは彼女のオーディション合格後、体型について何度かコメントをしている。最初の皮肉は「今年は大きなステージが必要だ」であった。別の審査員のポーラ・アブドゥルは『フレンチ』が唸ったような声だと評した。コーウェルは『フランス』の方が合っていると言った。これらのコメントにより全米肥満受容協会は憤慨し、のちに2007年の彼女のアルバム『True Beauty 』の元となった。
24人のセミ・ファイナル出場者に落選者が伝えられる前、彼女はコーウェルに「私があなたに言いたいことは、そう、あなたは私を傷つけ、私は本当に傷ついて泣いた。でも私はそれを水に流すし、あなたは謝ることはない。私の全ての罪が許されるためにイエス・キリストが死んだのなら、私もあなたを許す。」と言った。コーウェルは「恐縮」し、すぐに謝った。
2006年3月7日、歌唱前のビデオの中で、24歳まで指しゃぶりをしていたことを明かした。そしてチャカ・カーンの『アイム・エブリ・ウーマン』を歌い、審査員3人全員から賞賛された。2006年3月9日、シーズン5の最終選考出場者12人の中に選ばれた。
2006年4月5日、パリス・ベネット、エリオット・ヤミンと共に初めて最下位3名の中に入り、『アメリカン・アイドル』最終9名から敗退。最初にテイラー・ヒックス、ケリー・ピックラー、クリス・ドートリーと共に呼ばれ、自分以外の3名がセーフで、エリオットとパリスが舞台の片方におり、エース・ヤング、キャサリン・マクフィー、バッキー・コヴィントンが反対側におり、シーズン3で3名の歌姫たちが最下位3名に並んだことを思い出し、エース、キャサリン、バッキーが以前に最下位3名に入っていたこともあり、彼女はエリオットとパリスにこの最下位3名のグループが最も魅力的であると言った。翌日『ザ・トゥナイト・ショー・ウィズ・ジェイ・レノ』で自分が一番敗退者にふさわしかったと語った。

### 歌唱曲
| 放送回              | 放送回              | 放送回              | 放送回              | 放送回              | 放送回              | 放送回              | 放送回              | 放送回              | 放送回              | 放送回              | 放送回              | 放送回              | 放送回              | 放送回              | 放送回              | 放送回              | 放送回              | 放送回              | 放送回              | 放送回              | 放送回              | 放送回              | 放送回              | 放送回              | 放送回              | 放送回              | 放送回              | 放送回              | 放送回              | 放送回              | 放送回              | 放送回              | 放送回              | 放送回              | 放送回              | 放送回              | 放送回              | 放送回              | 放送回              | 放送回              | 放送回              | 放送回              | 放送回              | 放送回              | 放送回              | 放送回              | 放送回              | 放送回              | 放送回              | 放送回              | 放送回              | 放送回              | 放送回              | 放送回              | 放送回              | 放送回              | 放送回              | 放送回              | 放送回              | 放送回              | 放送回              | 放送回              | 放送回              | 放送回              | 放送回              | 放送回              | 放送回              | 放送回              | 放送回              | 放送回              | 放送回              | 放送回              | 放送回              | 放送回              | 放送回              | 放送回              | 放送回              | 放送回              | 放送回              | 放送回              | 放送回              | 放送回              | 放送回              | 放送回              | 放送回              | 放送回              | 放送回              | 放送回              | 放送回              | 放送回              | 放送回              | 放送回              | 放送回              | 放送回              | 放送回              | 放送回              | 放送回              | 放送回              | 放送回              | テーマ                       | テーマ                       | テーマ                       | テーマ                       | テーマ                       | テーマ                       | テーマ                       | テーマ                       | テーマ                       | テーマ                       | テーマ                       | テーマ                       | テーマ                       | テーマ                       | テーマ                       | テーマ                       | テーマ                       | テーマ                       | テーマ                       | テーマ                       | テーマ                       | テーマ                       | テーマ                       | テーマ                       | テーマ                       | テーマ                       | テーマ                       | テーマ                       | テーマ                       | テーマ                       | テーマ                       | テーマ                       | テーマ                       | テーマ                       | テーマ                       | テーマ                       | テーマ                       | テーマ                       | テーマ                       | テーマ                       | テーマ                       | テーマ                       | テーマ                       | テーマ                       | テーマ                       | テーマ                       | テーマ                       | テーマ                       | テーマ                       | テーマ                       | テーマ                       | テーマ                       | テーマ                       | テーマ                       | テーマ                       | テーマ                       | テーマ                       | テーマ                       | テーマ                       | テーマ                       | テーマ                       | テーマ                       | テーマ                       | テーマ                       | テーマ                       | テーマ                       | テーマ                       | テーマ                       | テーマ                       | テーマ                       | テーマ                       | テーマ                       | テーマ                       | テーマ                       | テーマ                       | テーマ                       | テーマ                       | テーマ                       | テーマ                       | テーマ                       | テーマ                       | テーマ                       | テーマ                       | テーマ                       | テーマ                       | テーマ                       | テーマ                       | テーマ                       | テーマ                       | テーマ                       | テーマ                       | テーマ                       | テーマ                       | テーマ                       | テーマ                       | テーマ                       | テーマ                       | テーマ                       | テーマ                       | テーマ                       | 曲名                               | 曲名                               | 曲名                               | 曲名                               | 曲名                               | 曲名                               | 曲名                               | 曲名                               | 曲名                               | 曲名                               | 曲名                               | 曲名                               | 曲名                               | 曲名                               | 曲名                               | 曲名                               | 曲名                               | 曲名                               | 曲名                               | 曲名                               | 曲名                               | 曲名                               | 曲名                               | 曲名                               | 曲名                               | 曲名                               | 曲名                               | 曲名                               | 曲名                               | 曲名                               | 曲名                               | 曲名                               | 曲名                               | 曲名                               | 曲名                               | 曲名                               | 曲名                               | 曲名                               | 曲名                               | 曲名                               | 曲名                               | 曲名                               | 曲名                               | 曲名                               | 曲名                               | 曲名                               | 曲名                               | 曲名                               | 曲名                               | 曲名                               | 曲名                               | 曲名                               | 曲名                               | 曲名                               | 曲名                               | 曲名                               | 曲名                               | 曲名                               | 曲名                               | 曲名                               | 曲名                               | 曲名                               | 曲名                               | 曲名                               | 曲名                               | 曲名                               | 曲名                               | 曲名                               | 曲名                               | 曲名                               | 曲名                               | 曲名                               | 曲名                               | 曲名                               | 曲名                               | 曲名                               | 曲名                               | 曲名                               | 曲名                               | 曲名                               | 曲名                               | 曲名                               | 曲名                               | 曲名                               | 曲名                               | 曲名                               | 曲名                               | 曲名                               | 曲名                               | 曲名                               | 曲名                               | 曲名                               | 曲名                               | 曲名                               | 曲名                               | 曲名                               | 曲名                               | 曲名                               | 曲名                               | 曲名                               | オリジナル歌手           | オリジナル歌手           | オリジナル歌手           | オリジナル歌手           | オリジナル歌手           | オリジナル歌手           | オリジナル歌手           | オリジナル歌手           | オリジナル歌手           | オリジナル歌手           | オリジナル歌手           | オリジナル歌手           | オリジナル歌手           | オリジナル歌手           | オリジナル歌手           | オリジナル歌手           | オリジナル歌手           | オリジナル歌手           | オリジナル歌手           | オリジナル歌手           | オリジナル歌手           | オリジナル歌手           | オリジナル歌手           | オリジナル歌手           | オリジナル歌手           | オリジナル歌手           | オリジナル歌手           | オリジナル歌手           | オリジナル歌手           | オリジナル歌手           | オリジナル歌手           | オリジナル歌手           | オリジナル歌手           | オリジナル歌手           | オリジナル歌手           | オリジナル歌手           | オリジナル歌手           | オリジナル歌手           | オリジナル歌手           | オリジナル歌手           | オリジナル歌手           | オリジナル歌手           | オリジナル歌手           | オリジナル歌手           | オリジナル歌手           | オリジナル歌手           | オリジナル歌手           | オリジナル歌手           | オリジナル歌手           | オリジナル歌手           | オリジナル歌手           | オリジナル歌手           | オリジナル歌手           | オリジナル歌手           | オリジナル歌手           | オリジナル歌手           | オリジナル歌手           | オリジナル歌手           | オリジナル歌手           | オリジナル歌手           | オリジナル歌手           | オリジナル歌手           | オリジナル歌手           | オリジナル歌手           | オリジナル歌手           | オリジナル歌手           | オリジナル歌手           | オリジナル歌手           | オリジナル歌手           | オリジナル歌手           | オリジナル歌手           | オリジナル歌手           | オリジナル歌手           | オリジナル歌手           | オリジナル歌手           | オリジナル歌手           | オリジナル歌手           | オリジナル歌手           | オリジナル歌手           | オリジナル歌手           | オリジナル歌手           | オリジナル歌手           | オリジナル歌手           | オリジナル歌手           | オリジナル歌手           | オリジナル歌手           | オリジナル歌手           | オリジナル歌手           | オリジナル歌手           | オリジナル歌手           | オリジナル歌手           | オリジナル歌手           | オリジナル歌手           | オリジナル歌手           | オリジナル歌手           | オリジナル歌手           | オリジナル歌手           | オリジナル歌手           | オリジナル歌手           | オリジナル歌手           | 出場順 | 出場順 | 出場順 | 出場順 | 出場順 | 出場順 | 出場順 | 出場順 | 出場順 | 出場順 | 出場順 | 出場順 | 出場順 | 出場順 | 出場順 | 出場順 | 出場順 | 出場順 | 出場順 | 出場順 | 出場順 | 出場順 | 出場順 | 出場順 | 出場順 | 出場順 | 出場順 | 出場順 | 出場順 | 出場順 | 出場順 | 出場順 | 出場順 | 出場順 | 出場順 | 出場順 | 出場順 | 出場順 | 出場順 | 出場順 | 出場順 | 出場順 | 出場順 | 出場順 | 出場順 | 出場順 | 出場順 | 出場順 | 出場順 | 出場順 | 出場順 | 出場順 | 出場順 | 出場順 | 出場順 | 出場順 | 出場順 | 出場順 | 出場順 | 出場順 | 出場順 | 出場順 | 出場順 | 出場順 | 出場順 | 出場順 | 出場順 | 出場順 | 出場順 | 出場順 | 出場順 | 出場順 | 出場順 | 出場順 | 出場順 | 出場順 | 出場順 | 出場順 | 出場順 | 出場順 | 出場順 | 出場順 | 出場順 | 出場順 | 出場順 | 出場順 | 出場順 | 出場順 | 出場順 | 出場順 | 出場順 | 出場順 | 出場順 | 出場順 | 出場順 | 出場順 | 出場順 | 出場順 | 出場順 | 出場順 | 結果   | 結果   | 結果   | 結果   | 結果   | 結果   | 結果   | 結果   | 結果   | 結果   | 結果   | 結果   | 結果   | 結果   | 結果   | 結果   | 結果   | 結果   | 結果   | 結果   | 結果   | 結果   | 結果   | 結果   | 結果   | 結果   | 結果   | 結果   | 結果   | 結果   | 結果   | 結果   | 結果   | 結果   | 結果   | 結果   | 結果   | 結果   | 結果   | 結果   | 結果   | 結果   | 結果   | 結果   | 結果   | 結果   | 結果   | 結果   | 結果   | 結果   | 結果   | 結果   | 結果   | 結果   | 結果   | 結果   | 結果   | 結果   | 結果   | 結果   | 結果   | 結果   | 結果   | 結果   | 結果   | 結果   | 結果   | 結果   | 結果   | 結果   | 結果   | 結果   | 結果   | 結果   | 結果   | 結果   | 結果   | 結果   | 結果   | 結果   | 結果   | 結果   | 結果   | 結果   | 結果   | 結果   | 結果   | 結果   | 結果   | 結果   | 結果   | 結果   | 結果   | 結果   | 結果   | 結果   | 結果   | 結果   | 結果   | 結果   |
| オーディション      | オーディション      | オーディション      | オーディション      | オーディション      | オーディション      | オーディション      | オーディション      | オーディション      | オーディション      | オーディション      | オーディション      | オーディション      | オーディション      | オーディション      | オーディション      | オーディション      | オーディション      | オーディション      | オーディション      | オーディション      | オーディション      | オーディション      | オーディション      | オーディション      | オーディション      | オーディション      | オーディション      | オーディション      | オーディション      | オーディション      | オーディション      | オーディション      | オーディション      | オーディション      | オーディション      | オーディション      | オーディション      | オーディション      | オーディション      | オーディション      | オーディション      | オーディション      | オーディション      | オーディション      | オーディション      | オーディション      | オーディション      | オーディション      | オーディション      | オーディション      | オーディション      | オーディション      | オーディション      | オーディション      | オーディション      | オーディション      | オーディション      | オーディション      | オーディション      | オーディション      | オーディション      | オーディション      | オーディション      | オーディション      | オーディション      | オーディション      | オーディション      | オーディション      | オーディション      | オーディション      | オーディション      | オーディション      | オーディション      | オーディション      | オーディション      | オーディション      | オーディション      | オーディション      | オーディション      | オーディション      | オーディション      | オーディション      | オーディション      | オーディション      | オーディション      | オーディション      | オーディション      | オーディション      | オーディション      | オーディション      | オーディション      | オーディション      | オーディション      | オーディション      | オーディション      | オーディション      | オーディション      | オーディション      | オーディション      | 自由選曲                     | 自由選曲                     | 自由選曲                     | 自由選曲                     | 自由選曲                     | 自由選曲                     | 自由選曲                     | 自由選曲                     | 自由選曲                     | 自由選曲                     | 自由選曲                     | 自由選曲                     | 自由選曲                     | 自由選曲                     | 自由選曲                     | 自由選曲                     | 自由選曲                     | 自由選曲                     | 自由選曲                     | 自由選曲                     | 自由選曲                     | 自由選曲                     | 自由選曲                     | 自由選曲                     | 自由選曲                     | 自由選曲                     | 自由選曲                     | 自由選曲                     | 自由選曲                     | 自由選曲                     | 自由選曲                     | 自由選曲                     | 自由選曲                     | 自由選曲                     | 自由選曲                     | 自由選曲                     | 自由選曲                     | 自由選曲                     | 自由選曲                     | 自由選曲                     | 自由選曲                     | 自由選曲                     | 自由選曲                     | 自由選曲                     | 自由選曲                     | 自由選曲                     | 自由選曲                     | 自由選曲                     | 自由選曲                     | 自由選曲                     | 自由選曲                     | 自由選曲                     | 自由選曲                     | 自由選曲                     | 自由選曲                     | 自由選曲                     | 自由選曲                     | 自由選曲                     | 自由選曲                     | 自由選曲                     | 自由選曲                     | 自由選曲                     | 自由選曲                     | 自由選曲                     | 自由選曲                     | 自由選曲                     | 自由選曲                     | 自由選曲                     | 自由選曲                     | 自由選曲                     | 自由選曲                     | 自由選曲                     | 自由選曲                     | 自由選曲                     | 自由選曲                     | 自由選曲                     | 自由選曲                     | 自由選曲                     | 自由選曲                     | 自由選曲                     | 自由選曲                     | 自由選曲                     | 自由選曲                     | 自由選曲                     | 自由選曲                     | 自由選曲                     | 自由選曲                     | 自由選曲                     | 自由選曲                     | 自由選曲                     | 自由選曲                     | 自由選曲                     | 自由選曲                     | 自由選曲                     | 自由選曲                     | 自由選曲                     | 自由選曲                     | 自由選曲                     | 自由選曲                     | 自由選曲                     | 『Fallin' 』                       | 『Fallin' 』                       | 『Fallin' 』                       | 『Fallin' 』                       | 『Fallin' 』                       | 『Fallin' 』                       | 『Fallin' 』                       | 『Fallin' 』                       | 『Fallin' 』                       | 『Fallin' 』                       | 『Fallin' 』                       | 『Fallin' 』                       | 『Fallin' 』                       | 『Fallin' 』                       | 『Fallin' 』                       | 『Fallin' 』                       | 『Fallin' 』                       | 『Fallin' 』                       | 『Fallin' 』                       | 『Fallin' 』                       | 『Fallin' 』                       | 『Fallin' 』                       | 『Fallin' 』                       | 『Fallin' 』                       | 『Fallin' 』                       | 『Fallin' 』                       | 『Fallin' 』                       | 『Fallin' 』                       | 『Fallin' 』                       | 『Fallin' 』                       | 『Fallin' 』                       | 『Fallin' 』                       | 『Fallin' 』                       | 『Fallin' 』                       | 『Fallin' 』                       | 『Fallin' 』                       | 『Fallin' 』                       | 『Fallin' 』                       | 『Fallin' 』                       | 『Fallin' 』                       | 『Fallin' 』                       | 『Fallin' 』                       | 『Fallin' 』                       | 『Fallin' 』                       | 『Fallin' 』                       | 『Fallin' 』                       | 『Fallin' 』                       | 『Fallin' 』                       | 『Fallin' 』                       | 『Fallin' 』                       | 『Fallin' 』                       | 『Fallin' 』                       | 『Fallin' 』                       | 『Fallin' 』                       | 『Fallin' 』                       | 『Fallin' 』                       | 『Fallin' 』                       | 『Fallin' 』                       | 『Fallin' 』                       | 『Fallin' 』                       | 『Fallin' 』                       | 『Fallin' 』                       | 『Fallin' 』                       | 『Fallin' 』                       | 『Fallin' 』                       | 『Fallin' 』                       | 『Fallin' 』                       | 『Fallin' 』                       | 『Fallin' 』                       | 『Fallin' 』                       | 『Fallin' 』                       | 『Fallin' 』                       | 『Fallin' 』                       | 『Fallin' 』                       | 『Fallin' 』                       | 『Fallin' 』                       | 『Fallin' 』                       | 『Fallin' 』                       | 『Fallin' 』                       | 『Fallin' 』                       | 『Fallin' 』                       | 『Fallin' 』                       | 『Fallin' 』                       | 『Fallin' 』                       | 『Fallin' 』                       | 『Fallin' 』                       | 『Fallin' 』                       | 『Fallin' 』                       | 『Fallin' 』                       | 『Fallin' 』                       | 『Fallin' 』                       | 『Fallin' 』                       | 『Fallin' 』                       | 『Fallin' 』                       | 『Fallin' 』                       | 『Fallin' 』                       | 『Fallin' 』                       | 『Fallin' 』                       | 『Fallin' 』                       | 『Fallin' 』                       | アリシア・キーズ         | アリシア・キーズ         | アリシア・キーズ         | アリシア・キーズ         | アリシア・キーズ         | アリシア・キーズ         | アリシア・キーズ         | アリシア・キーズ         | アリシア・キーズ         | アリシア・キーズ         | アリシア・キーズ         | アリシア・キーズ         | アリシア・キーズ         | アリシア・キーズ         | アリシア・キーズ         | アリシア・キーズ         | アリシア・キーズ         | アリシア・キーズ         | アリシア・キーズ         | アリシア・キーズ         | アリシア・キーズ         | アリシア・キーズ         | アリシア・キーズ         | アリシア・キーズ         | アリシア・キーズ         | アリシア・キーズ         | アリシア・キーズ         | アリシア・キーズ         | アリシア・キーズ         | アリシア・キーズ         | アリシア・キーズ         | アリシア・キーズ         | アリシア・キーズ         | アリシア・キーズ         | アリシア・キーズ         | アリシア・キーズ         | アリシア・キーズ         | アリシア・キーズ         | アリシア・キーズ         | アリシア・キーズ         | アリシア・キーズ         | アリシア・キーズ         | アリシア・キーズ         | アリシア・キーズ         | アリシア・キーズ         | アリシア・キーズ         | アリシア・キーズ         | アリシア・キーズ         | アリシア・キーズ         | アリシア・キーズ         | アリシア・キーズ         | アリシア・キーズ         | アリシア・キーズ         | アリシア・キーズ         | アリシア・キーズ         | アリシア・キーズ         | アリシア・キーズ         | アリシア・キーズ         | アリシア・キーズ         | アリシア・キーズ         | アリシア・キーズ         | アリシア・キーズ         | アリシア・キーズ         | アリシア・キーズ         | アリシア・キーズ         | アリシア・キーズ         | アリシア・キーズ         | アリシア・キーズ         | アリシア・キーズ         | アリシア・キーズ         | アリシア・キーズ         | アリシア・キーズ         | アリシア・キーズ         | アリシア・キーズ         | アリシア・キーズ         | アリシア・キーズ         | アリシア・キーズ         | アリシア・キーズ         | アリシア・キーズ         | アリシア・キーズ         | アリシア・キーズ         | アリシア・キーズ         | アリシア・キーズ         | アリシア・キーズ         | アリシア・キーズ         | アリシア・キーズ         | アリシア・キーズ         | アリシア・キーズ         | アリシア・キーズ         | アリシア・キーズ         | アリシア・キーズ         | アリシア・キーズ         | アリシア・キーズ         | アリシア・キーズ         | アリシア・キーズ         | アリシア・キーズ         | アリシア・キーズ         | アリシア・キーズ         | アリシア・キーズ         | アリシア・キーズ         | N/A    | N/A    | N/A    | N/A    | N/A    | N/A    | N/A    | N/A    | N/A    | N/A    | N/A    | N/A    | N/A    | N/A    | N/A    | N/A    | N/A    | N/A    | N/A    | N/A    | N/A    | N/A    | N/A    | N/A    | N/A    | N/A    | N/A    | N/A    | N/A    | N/A    | N/A    | N/A    | N/A    | N/A    | N/A    | N/A    | N/A    | N/A    | N/A    | N/A    | N/A    | N/A    | N/A    | N/A    | N/A    | N/A    | N/A    | N/A    | N/A    | N/A    | N/A    | N/A    | N/A    | N/A    | N/A    | N/A    | N/A    | N/A    | N/A    | N/A    | N/A    | N/A    | N/A    | N/A    | N/A    | N/A    | N/A    | N/A    | N/A    | N/A    | N/A    | N/A    | N/A    | N/A    | N/A    | N/A    | N/A    | N/A    | N/A    | N/A    | N/A    | N/A    | N/A    | N/A    | N/A    | N/A    | N/A    | N/A    | N/A    | N/A    | N/A    | N/A    | N/A    | N/A    | N/A    | N/A    | N/A    | N/A    | N/A    | N/A    | 合格   | 合格   | 合格   | 合格   | 合格   | 合格   | 合格   | 合格   | 合格   | 合格   | 合格   | 合格   | 合格   | 合格   | 合格   | 合格   | 合格   | 合格   | 合格   | 合格   | 合格   | 合格   | 合格   | 合格   | 合格   | 合格   | 合格   | 合格   | 合格   | 合格   | 合格   | 合格   | 合格   | 合格   | 合格   | 合格   | 合格   | 合格   | 合格   | 合格   | 合格   | 合格   | 合格   | 合格   | 合格   | 合格   | 合格   | 合格   | 合格   | 合格   | 合格   | 合格   | 合格   | 合格   | 合格   | 合格   | 合格   | 合格   | 合格   | 合格   | 合格   | 合格   | 合格   | 合格   | 合格   | 合格   | 合格   | 合格   | 合格   | 合格   | 合格   | 合格   | 合格   | 合格   | 合格   | 合格   | 合格   | 合格   | 合格   | 合格   | 合格   | 合格   | 合格   | 合格   | 合格   | 合格   | 合格   | 合格   | 合格   | 合格   | 合格   | 合格   | 合格   | 合格   | 合格   | 合格   | 合格   | 合格   | 合格   | 合格   |
| ハリウッド          | ハリウッド          | ハリウッド          | ハリウッド          | ハリウッド          | ハリウッド          | ハリウッド          | ハリウッド          | ハリウッド          | ハリウッド          | ハリウッド          | ハリウッド          | ハリウッド          | ハリウッド          | ハリウッド          | ハリウッド          | ハリウッド          | ハリウッド          | ハリウッド          | ハリウッド          | ハリウッド          | ハリウッド          | ハリウッド          | ハリウッド          | ハリウッド          | ハリウッド          | ハリウッド          | ハリウッド          | ハリウッド          | ハリウッド          | ハリウッド          | ハリウッド          | ハリウッド          | ハリウッド          | ハリウッド          | ハリウッド          | ハリウッド          | ハリウッド          | ハリウッド          | ハリウッド          | ハリウッド          | ハリウッド          | ハリウッド          | ハリウッド          | ハリウッド          | ハリウッド          | ハリウッド          | ハリウッド          | ハリウッド          | ハリウッド          | ハリウッド          | ハリウッド          | ハリウッド          | ハリウッド          | ハリウッド          | ハリウッド          | ハリウッド          | ハリウッド          | ハリウッド          | ハリウッド          | ハリウッド          | ハリウッド          | ハリウッド          | ハリウッド          | ハリウッド          | ハリウッド          | ハリウッド          | ハリウッド          | ハリウッド          | ハリウッド          | ハリウッド          | ハリウッド          | ハリウッド          | ハリウッド          | ハリウッド          | ハリウッド          | ハリウッド          | ハリウッド          | ハリウッド          | ハリウッド          | ハリウッド          | ハリウッド          | ハリウッド          | ハリウッド          | ハリウッド          | ハリウッド          | ハリウッド          | ハリウッド          | ハリウッド          | ハリウッド          | ハリウッド          | ハリウッド          | ハリウッド          | ハリウッド          | ハリウッド          | ハリウッド          | ハリウッド          | ハリウッド          | ハリウッド          | ハリウッド          | グループ歌唱                 | グループ歌唱                 | グループ歌唱                 | グループ歌唱                 | グループ歌唱                 | グループ歌唱                 | グループ歌唱                 | グループ歌唱                 | グループ歌唱                 | グループ歌唱                 | グループ歌唱                 | グループ歌唱                 | グループ歌唱                 | グループ歌唱                 | グループ歌唱                 | グループ歌唱                 | グループ歌唱                 | グループ歌唱                 | グループ歌唱                 | グループ歌唱                 | グループ歌唱                 | グループ歌唱                 | グループ歌唱                 | グループ歌唱                 | グループ歌唱                 | グループ歌唱                 | グループ歌唱                 | グループ歌唱                 | グループ歌唱                 | グループ歌唱                 | グループ歌唱                 | グループ歌唱                 | グループ歌唱                 | グループ歌唱                 | グループ歌唱                 | グループ歌唱                 | グループ歌唱                 | グループ歌唱                 | グループ歌唱                 | グループ歌唱                 | グループ歌唱                 | グループ歌唱                 | グループ歌唱                 | グループ歌唱                 | グループ歌唱                 | グループ歌唱                 | グループ歌唱                 | グループ歌唱                 | グループ歌唱                 | グループ歌唱                 | グループ歌唱                 | グループ歌唱                 | グループ歌唱                 | グループ歌唱                 | グループ歌唱                 | グループ歌唱                 | グループ歌唱                 | グループ歌唱                 | グループ歌唱                 | グループ歌唱                 | グループ歌唱                 | グループ歌唱                 | グループ歌唱                 | グループ歌唱                 | グループ歌唱                 | グループ歌唱                 | グループ歌唱                 | グループ歌唱                 | グループ歌唱                 | グループ歌唱                 | グループ歌唱                 | グループ歌唱                 | グループ歌唱                 | グループ歌唱                 | グループ歌唱                 | グループ歌唱                 | グループ歌唱                 | グループ歌唱                 | グループ歌唱                 | グループ歌唱                 | グループ歌唱                 | グループ歌唱                 | グループ歌唱                 | グループ歌唱                 | グループ歌唱                 | グループ歌唱                 | グループ歌唱                 | グループ歌唱                 | グループ歌唱                 | グループ歌唱                 | グループ歌唱                 | グループ歌唱                 | グループ歌唱                 | グループ歌唱                 | グループ歌唱                 | グループ歌唱                 | グループ歌唱                 | グループ歌唱                 | グループ歌唱                 | グループ歌唱                 | 『Band Of Gold 』                  | 『Band Of Gold 』                  | 『Band Of Gold 』                  | 『Band Of Gold 』                  | 『Band Of Gold 』                  | 『Band Of Gold 』                  | 『Band Of Gold 』                  | 『Band Of Gold 』                  | 『Band Of Gold 』                  | 『Band Of Gold 』                  | 『Band Of Gold 』                  | 『Band Of Gold 』                  | 『Band Of Gold 』                  | 『Band Of Gold 』                  | 『Band Of Gold 』                  | 『Band Of Gold 』                  | 『Band Of Gold 』                  | 『Band Of Gold 』                  | 『Band Of Gold 』                  | 『Band Of Gold 』                  | 『Band Of Gold 』                  | 『Band Of Gold 』                  | 『Band Of Gold 』                  | 『Band Of Gold 』                  | 『Band Of Gold 』                  | 『Band Of Gold 』                  | 『Band Of Gold 』                  | 『Band Of Gold 』                  | 『Band Of Gold 』                  | 『Band Of Gold 』                  | 『Band Of Gold 』                  | 『Band Of Gold 』                  | 『Band Of Gold 』                  | 『Band Of Gold 』                  | 『Band Of Gold 』                  | 『Band Of Gold 』                  | 『Band Of Gold 』                  | 『Band Of Gold 』                  | 『Band Of Gold 』                  | 『Band Of Gold 』                  | 『Band Of Gold 』                  | 『Band Of Gold 』                  | 『Band Of Gold 』                  | 『Band Of Gold 』                  | 『Band Of Gold 』                  | 『Band Of Gold 』                  | 『Band Of Gold 』                  | 『Band Of Gold 』                  | 『Band Of Gold 』                  | 『Band Of Gold 』                  | 『Band Of Gold 』                  | 『Band Of Gold 』                  | 『Band Of Gold 』                  | 『Band Of Gold 』                  | 『Band Of Gold 』                  | 『Band Of Gold 』                  | 『Band Of Gold 』                  | 『Band Of Gold 』                  | 『Band Of Gold 』                  | 『Band Of Gold 』                  | 『Band Of Gold 』                  | 『Band Of Gold 』                  | 『Band Of Gold 』                  | 『Band Of Gold 』                  | 『Band Of Gold 』                  | 『Band Of Gold 』                  | 『Band Of Gold 』                  | 『Band Of Gold 』                  | 『Band Of Gold 』                  | 『Band Of Gold 』                  | 『Band Of Gold 』                  | 『Band Of Gold 』                  | 『Band Of Gold 』                  | 『Band Of Gold 』                  | 『Band Of Gold 』                  | 『Band Of Gold 』                  | 『Band Of Gold 』                  | 『Band Of Gold 』                  | 『Band Of Gold 』                  | 『Band Of Gold 』                  | 『Band Of Gold 』                  | 『Band Of Gold 』                  | 『Band Of Gold 』                  | 『Band Of Gold 』                  | 『Band Of Gold 』                  | 『Band Of Gold 』                  | 『Band Of Gold 』                  | 『Band Of Gold 』                  | 『Band Of Gold 』                  | 『Band Of Gold 』                  | 『Band Of Gold 』                  | 『Band Of Gold 』                  | 『Band Of Gold 』                  | 『Band Of Gold 』                  | 『Band Of Gold 』                  | 『Band Of Gold 』                  | 『Band Of Gold 』                  | 『Band Of Gold 』                  | 『Band Of Gold 』                  | 『Band Of Gold 』                  | フリーダ・ペイン         | フリーダ・ペイン         | フリーダ・ペイン         | フリーダ・ペイン         | フリーダ・ペイン         | フリーダ・ペイン         | フリーダ・ペイン         | フリーダ・ペイン         | フリーダ・ペイン         | フリーダ・ペイン         | フリーダ・ペイン         | フリーダ・ペイン         | フリーダ・ペイン         | フリーダ・ペイン         | フリーダ・ペイン         | フリーダ・ペイン         | フリーダ・ペイン         | フリーダ・ペイン         | フリーダ・ペイン         | フリーダ・ペイン         | フリーダ・ペイン         | フリーダ・ペイン         | フリーダ・ペイン         | フリーダ・ペイン         | フリーダ・ペイン         | フリーダ・ペイン         | フリーダ・ペイン         | フリーダ・ペイン         | フリーダ・ペイン         | フリーダ・ペイン         | フリーダ・ペイン         | フリーダ・ペイン         | フリーダ・ペイン         | フリーダ・ペイン         | フリーダ・ペイン         | フリーダ・ペイン         | フリーダ・ペイン         | フリーダ・ペイン         | フリーダ・ペイン         | フリーダ・ペイン         | フリーダ・ペイン         | フリーダ・ペイン         | フリーダ・ペイン         | フリーダ・ペイン         | フリーダ・ペイン         | フリーダ・ペイン         | フリーダ・ペイン         | フリーダ・ペイン         | フリーダ・ペイン         | フリーダ・ペイン         | フリーダ・ペイン         | フリーダ・ペイン         | フリーダ・ペイン         | フリーダ・ペイン         | フリーダ・ペイン         | フリーダ・ペイン         | フリーダ・ペイン         | フリーダ・ペイン         | フリーダ・ペイン         | フリーダ・ペイン         | フリーダ・ペイン         | フリーダ・ペイン         | フリーダ・ペイン         | フリーダ・ペイン         | フリーダ・ペイン         | フリーダ・ペイン         | フリーダ・ペイン         | フリーダ・ペイン         | フリーダ・ペイン         | フリーダ・ペイン         | フリーダ・ペイン         | フリーダ・ペイン         | フリーダ・ペイン         | フリーダ・ペイン         | フリーダ・ペイン         | フリーダ・ペイン         | フリーダ・ペイン         | フリーダ・ペイン         | フリーダ・ペイン         | フリーダ・ペイン         | フリーダ・ペイン         | フリーダ・ペイン         | フリーダ・ペイン         | フリーダ・ペイン         | フリーダ・ペイン         | フリーダ・ペイン         | フリーダ・ペイン         | フリーダ・ペイン         | フリーダ・ペイン         | フリーダ・ペイン         | フリーダ・ペイン         | フリーダ・ペイン         | フリーダ・ペイン         | フリーダ・ペイン         | フリーダ・ペイン         | フリーダ・ペイン         | フリーダ・ペイン         | フリーダ・ペイン         | フリーダ・ペイン         | フリーダ・ペイン         | N/A    | N/A    | N/A    | N/A    | N/A    | N/A    | N/A    | N/A    | N/A    | N/A    | N/A    | N/A    | N/A    | N/A    | N/A    | N/A    | N/A    | N/A    | N/A    | N/A    | N/A    | N/A    | N/A    | N/A    | N/A    | N/A    | N/A    | N/A    | N/A    | N/A    | N/A    | N/A    | N/A    | N/A    | N/A    | N/A    | N/A    | N/A    | N/A    | N/A    | N/A    | N/A    | N/A    | N/A    | N/A    | N/A    | N/A    | N/A    | N/A    | N/A    | N/A    | N/A    | N/A    | N/A    | N/A    | N/A    | N/A    | N/A    | N/A    | N/A    | N/A    | N/A    | N/A    | N/A    | N/A    | N/A    | N/A    | N/A    | N/A    | N/A    | N/A    | N/A    | N/A    | N/A    | N/A    | N/A    | N/A    | N/A    | N/A    | N/A    | N/A    | N/A    | N/A    | N/A    | N/A    | N/A    | N/A    | N/A    | N/A    | N/A    | N/A    | N/A    | N/A    | N/A    | N/A    | N/A    | N/A    | N/A    | N/A    | N/A    | 合格   | 合格   | 合格   | 合格   | 合格   | 合格   | 合格   | 合格   | 合格   | 合格   | 合格   | 合格   | 合格   | 合格   | 合格   | 合格   | 合格   | 合格   | 合格   | 合格   | 合格   | 合格   | 合格   | 合格   | 合格   | 合格   | 合格   | 合格   | 合格   | 合格   | 合格   | 合格   | 合格   | 合格   | 合格   | 合格   | 合格   | 合格   | 合格   | 合格   | 合格   | 合格   | 合格   | 合格   | 合格   | 合格   | 合格   | 合格   | 合格   | 合格   | 合格   | 合格   | 合格   | 合格   | 合格   | 合格   | 合格   | 合格   | 合格   | 合格   | 合格   | 合格   | 合格   | 合格   | 合格   | 合格   | 合格   | 合格   | 合格   | 合格   | 合格   | 合格   | 合格   | 合格   | 合格   | 合格   | 合格   | 合格   | 合格   | 合格   | 合格   | 合格   | 合格   | 合格   | 合格   | 合格   | 合格   | 合格   | 合格   | 合格   | 合格   | 合格   | 合格   | 合格   | 合格   | 合格   | 合格   | 合格   | 合格   | 合格   |
| 上位24名 (女性12名) | 上位24名 (女性12名) | 上位24名 (女性12名) | 上位24名 (女性12名) | 上位24名 (女性12名) | 上位24名 (女性12名) | 上位24名 (女性12名) | 上位24名 (女性12名) | 上位24名 (女性12名) | 上位24名 (女性12名) | 上位24名 (女性12名) | 上位24名 (女性12名) | 上位24名 (女性12名) | 上位24名 (女性12名) | 上位24名 (女性12名) | 上位24名 (女性12名) | 上位24名 (女性12名) | 上位24名 (女性12名) | 上位24名 (女性12名) | 上位24名 (女性12名) | 上位24名 (女性12名) | 上位24名 (女性12名) | 上位24名 (女性12名) | 上位24名 (女性12名) | 上位24名 (女性12名) | 上位24名 (女性12名) | 上位24名 (女性12名) | 上位24名 (女性12名) | 上位24名 (女性12名) | 上位24名 (女性12名) | 上位24名 (女性12名) | 上位24名 (女性12名) | 上位24名 (女性12名) | 上位24名 (女性12名) | 上位24名 (女性12名) | 上位24名 (女性12名) | 上位24名 (女性12名) | 上位24名 (女性12名) | 上位24名 (女性12名) | 上位24名 (女性12名) | 上位24名 (女性12名) | 上位24名 (女性12名) | 上位24名 (女性12名) | 上位24名 (女性12名) | 上位24名 (女性12名) | 上位24名 (女性12名) | 上位24名 (女性12名) | 上位24名 (女性12名) | 上位24名 (女性12名) | 上位24名 (女性12名) | 上位24名 (女性12名) | 上位24名 (女性12名) | 上位24名 (女性12名) | 上位24名 (女性12名) | 上位24名 (女性12名) | 上位24名 (女性12名) | 上位24名 (女性12名) | 上位24名 (女性12名) | 上位24名 (女性12名) | 上位24名 (女性12名) | 上位24名 (女性12名) | 上位24名 (女性12名) | 上位24名 (女性12名) | 上位24名 (女性12名) | 上位24名 (女性12名) | 上位24名 (女性12名) | 上位24名 (女性12名) | 上位24名 (女性12名) | 上位24名 (女性12名) | 上位24名 (女性12名) | 上位24名 (女性12名) | 上位24名 (女性12名) | 上位24名 (女性12名) | 上位24名 (女性12名) | 上位24名 (女性12名) | 上位24名 (女性12名) | 上位24名 (女性12名) | 上位24名 (女性12名) | 上位24名 (女性12名) | 上位24名 (女性12名) | 上位24名 (女性12名) | 上位24名 (女性12名) | 上位24名 (女性12名) | 上位24名 (女性12名) | 上位24名 (女性12名) | 上位24名 (女性12名) | 上位24名 (女性12名) | 上位24名 (女性12名) | 上位24名 (女性12名) | 上位24名 (女性12名) | 上位24名 (女性12名) | 上位24名 (女性12名) | 上位24名 (女性12名) | 上位24名 (女性12名) | 上位24名 (女性12名) | 上位24名 (女性12名) | 上位24名 (女性12名) | 上位24名 (女性12名) | 上位24名 (女性12名) | 上位24名 (女性12名) | 自由選曲                     | 自由選曲                     | 自由選曲                     | 自由選曲                     | 自由選曲                     | 自由選曲                     | 自由選曲                     | 自由選曲                     | 自由選曲                     | 自由選曲                     | 自由選曲                     | 自由選曲                     | 自由選曲                     | 自由選曲                     | 自由選曲                     | 自由選曲                     | 自由選曲                     | 自由選曲                     | 自由選曲                     | 自由選曲                     | 自由選曲                     | 自由選曲                     | 自由選曲                     | 自由選曲                     | 自由選曲                     | 自由選曲                     | 自由選曲                     | 自由選曲                     | 自由選曲                     | 自由選曲                     | 自由選曲                     | 自由選曲                     | 自由選曲                     | 自由選曲                     | 自由選曲                     | 自由選曲                     | 自由選曲                     | 自由選曲                     | 自由選曲                     | 自由選曲                     | 自由選曲                     | 自由選曲                     | 自由選曲                     | 自由選曲                     | 自由選曲                     | 自由選曲                     | 自由選曲                     | 自由選曲                     | 自由選曲                     | 自由選曲                     | 自由選曲                     | 自由選曲                     | 自由選曲                     | 自由選曲                     | 自由選曲                     | 自由選曲                     | 自由選曲                     | 自由選曲                     | 自由選曲                     | 自由選曲                     | 自由選曲                     | 自由選曲                     | 自由選曲                     | 自由選曲                     | 自由選曲                     | 自由選曲                     | 自由選曲                     | 自由選曲                     | 自由選曲                     | 自由選曲                     | 自由選曲                     | 自由選曲                     | 自由選曲                     | 自由選曲                     | 自由選曲                     | 自由選曲                     | 自由選曲                     | 自由選曲                     | 自由選曲                     | 自由選曲                     | 自由選曲                     | 自由選曲                     | 自由選曲                     | 自由選曲                     | 自由選曲                     | 自由選曲                     | 自由選曲                     | 自由選曲                     | 自由選曲                     | 自由選曲                     | 自由選曲                     | 自由選曲                     | 自由選曲                     | 自由選曲                     | 自由選曲                     | 自由選曲                     | 自由選曲                     | 自由選曲                     | 自由選曲                     | 自由選曲                     | 『Never 』                         | 『Never 』                         | 『Never 』                         | 『Never 』                         | 『Never 』                         | 『Never 』                         | 『Never 』                         | 『Never 』                         | 『Never 』                         | 『Never 』                         | 『Never 』                         | 『Never 』                         | 『Never 』                         | 『Never 』                         | 『Never 』                         | 『Never 』                         | 『Never 』                         | 『Never 』                         | 『Never 』                         | 『Never 』                         | 『Never 』                         | 『Never 』                         | 『Never 』                         | 『Never 』                         | 『Never 』                         | 『Never 』                         | 『Never 』                         | 『Never 』                         | 『Never 』                         | 『Never 』                         | 『Never 』                         | 『Never 』                         | 『Never 』                         | 『Never 』                         | 『Never 』                         | 『Never 』                         | 『Never 』                         | 『Never 』                         | 『Never 』                         | 『Never 』                         | 『Never 』                         | 『Never 』                         | 『Never 』                         | 『Never 』                         | 『Never 』                         | 『Never 』                         | 『Never 』                         | 『Never 』                         | 『Never 』                         | 『Never 』                         | 『Never 』                         | 『Never 』                         | 『Never 』                         | 『Never 』                         | 『Never 』                         | 『Never 』                         | 『Never 』                         | 『Never 』                         | 『Never 』                         | 『Never 』                         | 『Never 』                         | 『Never 』                         | 『Never 』                         | 『Never 』                         | 『Never 』                         | 『Never 』                         | 『Never 』                         | 『Never 』                         | 『Never 』                         | 『Never 』                         | 『Never 』                         | 『Never 』                         | 『Never 』                         | 『Never 』                         | 『Never 』                         | 『Never 』                         | 『Never 』                         | 『Never 』                         | 『Never 』                         | 『Never 』                         | 『Never 』                         | 『Never 』                         | 『Never 』                         | 『Never 』                         | 『Never 』                         | 『Never 』                         | 『Never 』                         | 『Never 』                         | 『Never 』                         | 『Never 』                         | 『Never 』                         | 『Never 』                         | 『Never 』                         | 『Never 』                         | 『Never 』                         | 『Never 』                         | 『Never 』                         | 『Never 』                         | 『Never 』                         | 『Never 』                         | ハート                   | ハート                   | ハート                   | ハート                   | ハート                   | ハート                   | ハート                   | ハート                   | ハート                   | ハート                   | ハート                   | ハート                   | ハート                   | ハート                   | ハート                   | ハート                   | ハート                   | ハート                   | ハート                   | ハート                   | ハート                   | ハート                   | ハート                   | ハート                   | ハート                   | ハート                   | ハート                   | ハート                   | ハート                   | ハート                   | ハート                   | ハート                   | ハート                   | ハート                   | ハート                   | ハート                   | ハート                   | ハート                   | ハート                   | ハート                   | ハート                   | ハート                   | ハート                   | ハート                   | ハート                   | ハート                   | ハート                   | ハート                   | ハート                   | ハート                   | ハート                   | ハート                   | ハート                   | ハート                   | ハート                   | ハート                   | ハート                   | ハート                   | ハート                   | ハート                   | ハート                   | ハート                   | ハート                   | ハート                   | ハート                   | ハート                   | ハート                   | ハート                   | ハート                   | ハート                   | ハート                   | ハート                   | ハート                   | ハート                   | ハート                   | ハート                   | ハート                   | ハート                   | ハート                   | ハート                   | ハート                   | ハート                   | ハート                   | ハート                   | ハート                   | ハート                   | ハート                   | ハート                   | ハート                   | ハート                   | ハート                   | ハート                   | ハート                   | ハート                   | ハート                   | ハート                   | ハート                   | ハート                   | ハート                   | ハート                   | 1      | 1      | 1      | 1      | 1      | 1      | 1      | 1      | 1      | 1      | 1      | 1      | 1      | 1      | 1      | 1      | 1      | 1      | 1      | 1      | 1      | 1      | 1      | 1      | 1      | 1      | 1      | 1      | 1      | 1      | 1      | 1      | 1      | 1      | 1      | 1      | 1      | 1      | 1      | 1      | 1      | 1      | 1      | 1      | 1      | 1      | 1      | 1      | 1      | 1      | 1      | 1      | 1      | 1      | 1      | 1      | 1      | 1      | 1      | 1      | 1      | 1      | 1      | 1      | 1      | 1      | 1      | 1      | 1      | 1      | 1      | 1      | 1      | 1      | 1      | 1      | 1      | 1      | 1      | 1      | 1      | 1      | 1      | 1      | 1      | 1      | 1      | 1      | 1      | 1      | 1      | 1      | 1      | 1      | 1      | 1      | 1      | 1      | 1      | 1      | 合格   | 合格   | 合格   | 合格   | 合格   | 合格   | 合格   | 合格   | 合格   | 合格   | 合格   | 合格   | 合格   | 合格   | 合格   | 合格   | 合格   | 合格   | 合格   | 合格   | 合格   | 合格   | 合格   | 合格   | 合格   | 合格   | 合格   | 合格   | 合格   | 合格   | 合格   | 合格   | 合格   | 合格   | 合格   | 合格   | 合格   | 合格   | 合格   | 合格   | 合格   | 合格   | 合格   | 合格   | 合格   | 合格   | 合格   | 合格   | 合格   | 合格   | 合格   | 合格   | 合格   | 合格   | 合格   | 合格   | 合格   | 合格   | 合格   | 合格   | 合格   | 合格   | 合格   | 合格   | 合格   | 合格   | 合格   | 合格   | 合格   | 合格   | 合格   | 合格   | 合格   | 合格   | 合格   | 合格   | 合格   | 合格   | 合格   | 合格   | 合格   | 合格   | 合格   | 合格   | 合格   | 合格   | 合格   | 合格   | 合格   | 合格   | 合格   | 合格   | 合格   | 合格   | 合格   | 合格   | 合格   | 合格   | 合格   | 合格   |
| 上位20名 (女性10名) | 上位20名 (女性10名) | 上位20名 (女性10名) | 上位20名 (女性10名) | 上位20名 (女性10名) | 上位20名 (女性10名) | 上位20名 (女性10名) | 上位20名 (女性10名) | 上位20名 (女性10名) | 上位20名 (女性10名) | 上位20名 (女性10名) | 上位20名 (女性10名) | 上位20名 (女性10名) | 上位20名 (女性10名) | 上位20名 (女性10名) | 上位20名 (女性10名) | 上位20名 (女性10名) | 上位20名 (女性10名) | 上位20名 (女性10名) | 上位20名 (女性10名) | 上位20名 (女性10名) | 上位20名 (女性10名) | 上位20名 (女性10名) | 上位20名 (女性10名) | 上位20名 (女性10名) | 上位20名 (女性10名) | 上位20名 (女性10名) | 上位20名 (女性10名) | 上位20名 (女性10名) | 上位20名 (女性10名) | 上位20名 (女性10名) | 上位20名 (女性10名) | 上位20名 (女性10名) | 上位20名 (女性10名) | 上位20名 (女性10名) | 上位20名 (女性10名) | 上位20名 (女性10名) | 上位20名 (女性10名) | 上位20名 (女性10名) | 上位20名 (女性10名) | 上位20名 (女性10名) | 上位20名 (女性10名) | 上位20名 (女性10名) | 上位20名 (女性10名) | 上位20名 (女性10名) | 上位20名 (女性10名) | 上位20名 (女性10名) | 上位20名 (女性10名) | 上位20名 (女性10名) | 上位20名 (女性10名) | 上位20名 (女性10名) | 上位20名 (女性10名) | 上位20名 (女性10名) | 上位20名 (女性10名) | 上位20名 (女性10名) | 上位20名 (女性10名) | 上位20名 (女性10名) | 上位20名 (女性10名) | 上位20名 (女性10名) | 上位20名 (女性10名) | 上位20名 (女性10名) | 上位20名 (女性10名) | 上位20名 (女性10名) | 上位20名 (女性10名) | 上位20名 (女性10名) | 上位20名 (女性10名) | 上位20名 (女性10名) | 上位20名 (女性10名) | 上位20名 (女性10名) | 上位20名 (女性10名) | 上位20名 (女性10名) | 上位20名 (女性10名) | 上位20名 (女性10名) | 上位20名 (女性10名) | 上位20名 (女性10名) | 上位20名 (女性10名) | 上位20名 (女性10名) | 上位20名 (女性10名) | 上位20名 (女性10名) | 上位20名 (女性10名) | 上位20名 (女性10名) | 上位20名 (女性10名) | 上位20名 (女性10名) | 上位20名 (女性10名) | 上位20名 (女性10名) | 上位20名 (女性10名) | 上位20名 (女性10名) | 上位20名 (女性10名) | 上位20名 (女性10名) | 上位20名 (女性10名) | 上位20名 (女性10名) | 上位20名 (女性10名) | 上位20名 (女性10名) | 上位20名 (女性10名) | 上位20名 (女性10名) | 上位20名 (女性10名) | 上位20名 (女性10名) | 上位20名 (女性10名) | 上位20名 (女性10名) | 上位20名 (女性10名) | 自由選曲                     | 自由選曲                     | 自由選曲                     | 自由選曲                     | 自由選曲                     | 自由選曲                     | 自由選曲                     | 自由選曲                     | 自由選曲                     | 自由選曲                     | 自由選曲                     | 自由選曲                     | 自由選曲                     | 自由選曲                     | 自由選曲                     | 自由選曲                     | 自由選曲                     | 自由選曲                     | 自由選曲                     | 自由選曲                     | 自由選曲                     | 自由選曲                     | 自由選曲                     | 自由選曲                     | 自由選曲                     | 自由選曲                     | 自由選曲                     | 自由選曲                     | 自由選曲                     | 自由選曲                     | 自由選曲                     | 自由選曲                     | 自由選曲                     | 自由選曲                     | 自由選曲                     | 自由選曲                     | 自由選曲                     | 自由選曲                     | 自由選曲                     | 自由選曲                     | 自由選曲                     | 自由選曲                     | 自由選曲                     | 自由選曲                     | 自由選曲                     | 自由選曲                     | 自由選曲                     | 自由選曲                     | 自由選曲                     | 自由選曲                     | 自由選曲                     | 自由選曲                     | 自由選曲                     | 自由選曲                     | 自由選曲                     | 自由選曲                     | 自由選曲                     | 自由選曲                     | 自由選曲                     | 自由選曲                     | 自由選曲                     | 自由選曲                     | 自由選曲                     | 自由選曲                     | 自由選曲                     | 自由選曲                     | 自由選曲                     | 自由選曲                     | 自由選曲                     | 自由選曲                     | 自由選曲                     | 自由選曲                     | 自由選曲                     | 自由選曲                     | 自由選曲                     | 自由選曲                     | 自由選曲                     | 自由選曲                     | 自由選曲                     | 自由選曲                     | 自由選曲                     | 自由選曲                     | 自由選曲                     | 自由選曲                     | 自由選曲                     | 自由選曲                     | 自由選曲                     | 自由選曲                     | 自由選曲                     | 自由選曲                     | 自由選曲                     | 自由選曲                     | 自由選曲                     | 自由選曲                     | 自由選曲                     | 自由選曲                     | 自由選曲                     | 自由選曲                     | 自由選曲                     | 自由選曲                     | 『Cry』                            | 『Cry』                            | 『Cry』                            | 『Cry』                            | 『Cry』                            | 『Cry』                            | 『Cry』                            | 『Cry』                            | 『Cry』                            | 『Cry』                            | 『Cry』                            | 『Cry』                            | 『Cry』                            | 『Cry』                            | 『Cry』                            | 『Cry』                            | 『Cry』                            | 『Cry』                            | 『Cry』                            | 『Cry』                            | 『Cry』                            | 『Cry』                            | 『Cry』                            | 『Cry』                            | 『Cry』                            | 『Cry』                            | 『Cry』                            | 『Cry』                            | 『Cry』                            | 『Cry』                            | 『Cry』                            | 『Cry』                            | 『Cry』                            | 『Cry』                            | 『Cry』                            | 『Cry』                            | 『Cry』                            | 『Cry』                            | 『Cry』                            | 『Cry』                            | 『Cry』                            | 『Cry』                            | 『Cry』                            | 『Cry』                            | 『Cry』                            | 『Cry』                            | 『Cry』                            | 『Cry』                            | 『Cry』                            | 『Cry』                            | 『Cry』                            | 『Cry』                            | 『Cry』                            | 『Cry』                            | 『Cry』                            | 『Cry』                            | 『Cry』                            | 『Cry』                            | 『Cry』                            | 『Cry』                            | 『Cry』                            | 『Cry』                            | 『Cry』                            | 『Cry』                            | 『Cry』                            | 『Cry』                            | 『Cry』                            | 『Cry』                            | 『Cry』                            | 『Cry』                            | 『Cry』                            | 『Cry』                            | 『Cry』                            | 『Cry』                            | 『Cry』                            | 『Cry』                            | 『Cry』                            | 『Cry』                            | 『Cry』                            | 『Cry』                            | 『Cry』                            | 『Cry』                            | 『Cry』                            | 『Cry』                            | 『Cry』                            | 『Cry』                            | 『Cry』                            | 『Cry』                            | 『Cry』                            | 『Cry』                            | 『Cry』                            | 『Cry』                            | 『Cry』                            | 『Cry』                            | 『Cry』                            | 『Cry』                            | 『Cry』                            | 『Cry』                            | 『Cry』                            | 『Cry』                            | フェイス・ヒル           | フェイス・ヒル           | フェイス・ヒル           | フェイス・ヒル           | フェイス・ヒル           | フェイス・ヒル           | フェイス・ヒル           | フェイス・ヒル           | フェイス・ヒル           | フェイス・ヒル           | フェイス・ヒル           | フェイス・ヒル           | フェイス・ヒル           | フェイス・ヒル           | フェイス・ヒル           | フェイス・ヒル           | フェイス・ヒル           | フェイス・ヒル           | フェイス・ヒル           | フェイス・ヒル           | フェイス・ヒル           | フェイス・ヒル           | フェイス・ヒル           | フェイス・ヒル           | フェイス・ヒル           | フェイス・ヒル           | フェイス・ヒル           | フェイス・ヒル           | フェイス・ヒル           | フェイス・ヒル           | フェイス・ヒル           | フェイス・ヒル           | フェイス・ヒル           | フェイス・ヒル           | フェイス・ヒル           | フェイス・ヒル           | フェイス・ヒル           | フェイス・ヒル           | フェイス・ヒル           | フェイス・ヒル           | フェイス・ヒル           | フェイス・ヒル           | フェイス・ヒル           | フェイス・ヒル           | フェイス・ヒル           | フェイス・ヒル           | フェイス・ヒル           | フェイス・ヒル           | フェイス・ヒル           | フェイス・ヒル           | フェイス・ヒル           | フェイス・ヒル           | フェイス・ヒル           | フェイス・ヒル           | フェイス・ヒル           | フェイス・ヒル           | フェイス・ヒル           | フェイス・ヒル           | フェイス・ヒル           | フェイス・ヒル           | フェイス・ヒル           | フェイス・ヒル           | フェイス・ヒル           | フェイス・ヒル           | フェイス・ヒル           | フェイス・ヒル           | フェイス・ヒル           | フェイス・ヒル           | フェイス・ヒル           | フェイス・ヒル           | フェイス・ヒル           | フェイス・ヒル           | フェイス・ヒル           | フェイス・ヒル           | フェイス・ヒル           | フェイス・ヒル           | フェイス・ヒル           | フェイス・ヒル           | フェイス・ヒル           | フェイス・ヒル           | フェイス・ヒル           | フェイス・ヒル           | フェイス・ヒル           | フェイス・ヒル           | フェイス・ヒル           | フェイス・ヒル           | フェイス・ヒル           | フェイス・ヒル           | フェイス・ヒル           | フェイス・ヒル           | フェイス・ヒル           | フェイス・ヒル           | フェイス・ヒル           | フェイス・ヒル           | フェイス・ヒル           | フェイス・ヒル           | フェイス・ヒル           | フェイス・ヒル           | フェイス・ヒル           | フェイス・ヒル           | 10     | 10     | 10     | 10     | 10     | 10     | 10     | 10     | 10     | 10     | 10     | 10     | 10     | 10     | 10     | 10     | 10     | 10     | 10     | 10     | 10     | 10     | 10     | 10     | 10     | 10     | 10     | 10     | 10     | 10     | 10     | 10     | 10     | 10     | 10     | 10     | 10     | 10     | 10     | 10     | 10     | 10     | 10     | 10     | 10     | 10     | 10     | 10     | 10     | 10     | 10     | 10     | 10     | 10     | 10     | 10     | 10     | 10     | 10     | 10     | 10     | 10     | 10     | 10     | 10     | 10     | 10     | 10     | 10     | 10     | 10     | 10     | 10     | 10     | 10     | 10     | 10     | 10     | 10     | 10     | 10     | 10     | 10     | 10     | 10     | 10     | 10     | 10     | 10     | 10     | 10     | 10     | 10     | 10     | 10     | 10     | 10     | 10     | 10     | 10     | 合格   | 合格   | 合格   | 合格   | 合格   | 合格   | 合格   | 合格   | 合格   | 合格   | 合格   | 合格   | 合格   | 合格   | 合格   | 合格   | 合格   | 合格   | 合格   | 合格   | 合格   | 合格   | 合格   | 合格   | 合格   | 合格   | 合格   | 合格   | 合格   | 合格   | 合格   | 合格   | 合格   | 合格   | 合格   | 合格   | 合格   | 合格   | 合格   | 合格   | 合格   | 合格   | 合格   | 合格   | 合格   | 合格   | 合格   | 合格   | 合格   | 合格   | 合格   | 合格   | 合格   | 合格   | 合格   | 合格   | 合格   | 合格   | 合格   | 合格   | 合格   | 合格   | 合格   | 合格   | 合格   | 合格   | 合格   | 合格   | 合格   | 合格   | 合格   | 合格   | 合格   | 合格   | 合格   | 合格   | 合格   | 合格   | 合格   | 合格   | 合格   | 合格   | 合格   | 合格   | 合格   | 合格   | 合格   | 合格   | 合格   | 合格   | 合格   | 合格   | 合格   | 合格   | 合格   | 合格   | 合格   | 合格   | 合格   | 合格   |
| 上位16名 (女性8名)  | 上位16名 (女性8名)  | 上位16名 (女性8名)  | 上位16名 (女性8名)  | 上位16名 (女性8名)  | 上位16名 (女性8名)  | 上位16名 (女性8名)  | 上位16名 (女性8名)  | 上位16名 (女性8名)  | 上位16名 (女性8名)  | 上位16名 (女性8名)  | 上位16名 (女性8名)  | 上位16名 (女性8名)  | 上位16名 (女性8名)  | 上位16名 (女性8名)  | 上位16名 (女性8名)  | 上位16名 (女性8名)  | 上位16名 (女性8名)  | 上位16名 (女性8名)  | 上位16名 (女性8名)  | 上位16名 (女性8名)  | 上位16名 (女性8名)  | 上位16名 (女性8名)  | 上位16名 (女性8名)  | 上位16名 (女性8名)  | 上位16名 (女性8名)  | 上位16名 (女性8名)  | 上位16名 (女性8名)  | 上位16名 (女性8名)  | 上位16名 (女性8名)  | 上位16名 (女性8名)  | 上位16名 (女性8名)  | 上位16名 (女性8名)  | 上位16名 (女性8名)  | 上位16名 (女性8名)  | 上位16名 (女性8名)  | 上位16名 (女性8名)  | 上位16名 (女性8名)  | 上位16名 (女性8名)  | 上位16名 (女性8名)  | 上位16名 (女性8名)  | 上位16名 (女性8名)  | 上位16名 (女性8名)  | 上位16名 (女性8名)  | 上位16名 (女性8名)  | 上位16名 (女性8名)  | 上位16名 (女性8名)  | 上位16名 (女性8名)  | 上位16名 (女性8名)  | 上位16名 (女性8名)  | 上位16名 (女性8名)  | 上位16名 (女性8名)  | 上位16名 (女性8名)  | 上位16名 (女性8名)  | 上位16名 (女性8名)  | 上位16名 (女性8名)  | 上位16名 (女性8名)  | 上位16名 (女性8名)  | 上位16名 (女性8名)  | 上位16名 (女性8名)  | 上位16名 (女性8名)  | 上位16名 (女性8名)  | 上位16名 (女性8名)  | 上位16名 (女性8名)  | 上位16名 (女性8名)  | 上位16名 (女性8名)  | 上位16名 (女性8名)  | 上位16名 (女性8名)  | 上位16名 (女性8名)  | 上位16名 (女性8名)  | 上位16名 (女性8名)  | 上位16名 (女性8名)  | 上位16名 (女性8名)  | 上位16名 (女性8名)  | 上位16名 (女性8名)  | 上位16名 (女性8名)  | 上位16名 (女性8名)  | 上位16名 (女性8名)  | 上位16名 (女性8名)  | 上位16名 (女性8名)  | 上位16名 (女性8名)  | 上位16名 (女性8名)  | 上位16名 (女性8名)  | 上位16名 (女性8名)  | 上位16名 (女性8名)  | 上位16名 (女性8名)  | 上位16名 (女性8名)  | 上位16名 (女性8名)  | 上位16名 (女性8名)  | 上位16名 (女性8名)  | 上位16名 (女性8名)  | 上位16名 (女性8名)  | 上位16名 (女性8名)  | 上位16名 (女性8名)  | 上位16名 (女性8名)  | 上位16名 (女性8名)  | 上位16名 (女性8名)  | 上位16名 (女性8名)  | 上位16名 (女性8名)  | 上位16名 (女性8名)  | 自由選曲                     | 自由選曲                     | 自由選曲                     | 自由選曲                     | 自由選曲                     | 自由選曲                     | 自由選曲                     | 自由選曲                     | 自由選曲                     | 自由選曲                     | 自由選曲                     | 自由選曲                     | 自由選曲                     | 自由選曲                     | 自由選曲                     | 自由選曲                     | 自由選曲                     | 自由選曲                     | 自由選曲                     | 自由選曲                     | 自由選曲                     | 自由選曲                     | 自由選曲                     | 自由選曲                     | 自由選曲                     | 自由選曲                     | 自由選曲                     | 自由選曲                     | 自由選曲                     | 自由選曲                     | 自由選曲                     | 自由選曲                     | 自由選曲                     | 自由選曲                     | 自由選曲                     | 自由選曲                     | 自由選曲                     | 自由選曲                     | 自由選曲                     | 自由選曲                     | 自由選曲                     | 自由選曲                     | 自由選曲                     | 自由選曲                     | 自由選曲                     | 自由選曲                     | 自由選曲                     | 自由選曲                     | 自由選曲                     | 自由選曲                     | 自由選曲                     | 自由選曲                     | 自由選曲                     | 自由選曲                     | 自由選曲                     | 自由選曲                     | 自由選曲                     | 自由選曲                     | 自由選曲                     | 自由選曲                     | 自由選曲                     | 自由選曲                     | 自由選曲                     | 自由選曲                     | 自由選曲                     | 自由選曲                     | 自由選曲                     | 自由選曲                     | 自由選曲                     | 自由選曲                     | 自由選曲                     | 自由選曲                     | 自由選曲                     | 自由選曲                     | 自由選曲                     | 自由選曲                     | 自由選曲                     | 自由選曲                     | 自由選曲                     | 自由選曲                     | 自由選曲                     | 自由選曲                     | 自由選曲                     | 自由選曲                     | 自由選曲                     | 自由選曲                     | 自由選曲                     | 自由選曲                     | 自由選曲                     | 自由選曲                     | 自由選曲                     | 自由選曲                     | 自由選曲                     | 自由選曲                     | 自由選曲                     | 自由選曲                     | 自由選曲                     | 自由選曲                     | 自由選曲                     | 自由選曲                     | 『I'm Every Woman 』               | 『I'm Every Woman 』               | 『I'm Every Woman 』               | 『I'm Every Woman 』               | 『I'm Every Woman 』               | 『I'm Every Woman 』               | 『I'm Every Woman 』               | 『I'm Every Woman 』               | 『I'm Every Woman 』               | 『I'm Every Woman 』               | 『I'm Every Woman 』               | 『I'm Every Woman 』               | 『I'm Every Woman 』               | 『I'm Every Woman 』               | 『I'm Every Woman 』               | 『I'm Every Woman 』               | 『I'm Every Woman 』               | 『I'm Every Woman 』               | 『I'm Every Woman 』               | 『I'm Every Woman 』               | 『I'm Every Woman 』               | 『I'm Every Woman 』               | 『I'm Every Woman 』               | 『I'm Every Woman 』               | 『I'm Every Woman 』               | 『I'm Every Woman 』               | 『I'm Every Woman 』               | 『I'm Every Woman 』               | 『I'm Every Woman 』               | 『I'm Every Woman 』               | 『I'm Every Woman 』               | 『I'm Every Woman 』               | 『I'm Every Woman 』               | 『I'm Every Woman 』               | 『I'm Every Woman 』               | 『I'm Every Woman 』               | 『I'm Every Woman 』               | 『I'm Every Woman 』               | 『I'm Every Woman 』               | 『I'm Every Woman 』               | 『I'm Every Woman 』               | 『I'm Every Woman 』               | 『I'm Every Woman 』               | 『I'm Every Woman 』               | 『I'm Every Woman 』               | 『I'm Every Woman 』               | 『I'm Every Woman 』               | 『I'm Every Woman 』               | 『I'm Every Woman 』               | 『I'm Every Woman 』               | 『I'm Every Woman 』               | 『I'm Every Woman 』               | 『I'm Every Woman 』               | 『I'm Every Woman 』               | 『I'm Every Woman 』               | 『I'm Every Woman 』               | 『I'm Every Woman 』               | 『I'm Every Woman 』               | 『I'm Every Woman 』               | 『I'm Every Woman 』               | 『I'm Every Woman 』               | 『I'm Every Woman 』               | 『I'm Every Woman 』               | 『I'm Every Woman 』               | 『I'm Every Woman 』               | 『I'm Every Woman 』               | 『I'm Every Woman 』               | 『I'm Every Woman 』               | 『I'm Every Woman 』               | 『I'm Every Woman 』               | 『I'm Every Woman 』               | 『I'm Every Woman 』               | 『I'm Every Woman 』               | 『I'm Every Woman 』               | 『I'm Every Woman 』               | 『I'm Every Woman 』               | 『I'm Every Woman 』               | 『I'm Every Woman 』               | 『I'm Every Woman 』               | 『I'm Every Woman 』               | 『I'm Every Woman 』               | 『I'm Every Woman 』               | 『I'm Every Woman 』               | 『I'm Every Woman 』               | 『I'm Every Woman 』               | 『I'm Every Woman 』               | 『I'm Every Woman 』               | 『I'm Every Woman 』               | 『I'm Every Woman 』               | 『I'm Every Woman 』               | 『I'm Every Woman 』               | 『I'm Every Woman 』               | 『I'm Every Woman 』               | 『I'm Every Woman 』               | 『I'm Every Woman 』               | 『I'm Every Woman 』               | 『I'm Every Woman 』               | 『I'm Every Woman 』               | 『I'm Every Woman 』               | 『I'm Every Woman 』               | チャカ・カーン           | チャカ・カーン           | チャカ・カーン           | チャカ・カーン           | チャカ・カーン           | チャカ・カーン           | チャカ・カーン           | チャカ・カーン           | チャカ・カーン           | チャカ・カーン           | チャカ・カーン           | チャカ・カーン           | チャカ・カーン           | チャカ・カーン           | チャカ・カーン           | チャカ・カーン           | チャカ・カーン           | チャカ・カーン           | チャカ・カーン           | チャカ・カーン           | チャカ・カーン           | チャカ・カーン           | チャカ・カーン           | チャカ・カーン           | チャカ・カーン           | チャカ・カーン           | チャカ・カーン           | チャカ・カーン           | チャカ・カーン           | チャカ・カーン           | チャカ・カーン           | チャカ・カーン           | チャカ・カーン           | チャカ・カーン           | チャカ・カーン           | チャカ・カーン           | チャカ・カーン           | チャカ・カーン           | チャカ・カーン           | チャカ・カーン           | チャカ・カーン           | チャカ・カーン           | チャカ・カーン           | チャカ・カーン           | チャカ・カーン           | チャカ・カーン           | チャカ・カーン           | チャカ・カーン           | チャカ・カーン           | チャカ・カーン           | チャカ・カーン           | チャカ・カーン           | チャカ・カーン           | チャカ・カーン           | チャカ・カーン           | チャカ・カーン           | チャカ・カーン           | チャカ・カーン           | チャカ・カーン           | チャカ・カーン           | チャカ・カーン           | チャカ・カーン           | チャカ・カーン           | チャカ・カーン           | チャカ・カーン           | チャカ・カーン           | チャカ・カーン           | チャカ・カーン           | チャカ・カーン           | チャカ・カーン           | チャカ・カーン           | チャカ・カーン           | チャカ・カーン           | チャカ・カーン           | チャカ・カーン           | チャカ・カーン           | チャカ・カーン           | チャカ・カーン           | チャカ・カーン           | チャカ・カーン           | チャカ・カーン           | チャカ・カーン           | チャカ・カーン           | チャカ・カーン           | チャカ・カーン           | チャカ・カーン           | チャカ・カーン           | チャカ・カーン           | チャカ・カーン           | チャカ・カーン           | チャカ・カーン           | チャカ・カーン           | チャカ・カーン           | チャカ・カーン           | チャカ・カーン           | チャカ・カーン           | チャカ・カーン           | チャカ・カーン           | チャカ・カーン           | チャカ・カーン           | 7      | 7      | 7      | 7      | 7      | 7      | 7      | 7      | 7      | 7      | 7      | 7      | 7      | 7      | 7      | 7      | 7      | 7      | 7      | 7      | 7      | 7      | 7      | 7      | 7      | 7      | 7      | 7      | 7      | 7      | 7      | 7      | 7      | 7      | 7      | 7      | 7      | 7      | 7      | 7      | 7      | 7      | 7      | 7      | 7      | 7      | 7      | 7      | 7      | 7      | 7      | 7      | 7      | 7      | 7      | 7      | 7      | 7      | 7      | 7      | 7      | 7      | 7      | 7      | 7      | 7      | 7      | 7      | 7      | 7      | 7      | 7      | 7      | 7      | 7      | 7      | 7      | 7      | 7      | 7      | 7      | 7      | 7      | 7      | 7      | 7      | 7      | 7      | 7      | 7      | 7      | 7      | 7      | 7      | 7      | 7      | 7      | 7      | 7      | 7      | 合格   | 合格   | 合格   | 合格   | 合格   | 合格   | 合格   | 合格   | 合格   | 合格   | 合格   | 合格   | 合格   | 合格   | 合格   | 合格   | 合格   | 合格   | 合格   | 合格   | 合格   | 合格   | 合格   | 合格   | 合格   | 合格   | 合格   | 合格   | 合格   | 合格   | 合格   | 合格   | 合格   | 合格   | 合格   | 合格   | 合格   | 合格   | 合格   | 合格   | 合格   | 合格   | 合格   | 合格   | 合格   | 合格   | 合格   | 合格   | 合格   | 合格   | 合格   | 合格   | 合格   | 合格   | 合格   | 合格   | 合格   | 合格   | 合格   | 合格   | 合格   | 合格   | 合格   | 合格   | 合格   | 合格   | 合格   | 合格   | 合格   | 合格   | 合格   | 合格   | 合格   | 合格   | 合格   | 合格   | 合格   | 合格   | 合格   | 合格   | 合格   | 合格   | 合格   | 合格   | 合格   | 合格   | 合格   | 合格   | 合格   | 合格   | 合格   | 合格   | 合格   | 合格   | 合格   | 合格   | 合格   | 合格   | 合格   | 合格   |
| 上位12名            | 上位12名            | 上位12名            | 上位12名            | 上位12名            | 上位12名            | 上位12名            | 上位12名            | 上位12名            | 上位12名            | 上位12名            | 上位12名            | 上位12名            | 上位12名            | 上位12名            | 上位12名            | 上位12名            | 上位12名            | 上位12名            | 上位12名            | 上位12名            | 上位12名            | 上位12名            | 上位12名            | 上位12名            | 上位12名            | 上位12名            | 上位12名            | 上位12名            | 上位12名            | 上位12名            | 上位12名            | 上位12名            | 上位12名            | 上位12名            | 上位12名            | 上位12名            | 上位12名            | 上位12名            | 上位12名            | 上位12名            | 上位12名            | 上位12名            | 上位12名            | 上位12名            | 上位12名            | 上位12名            | 上位12名            | 上位12名            | 上位12名            | 上位12名            | 上位12名            | 上位12名            | 上位12名            | 上位12名            | 上位12名            | 上位12名            | 上位12名            | 上位12名            | 上位12名            | 上位12名            | 上位12名            | 上位12名            | 上位12名            | 上位12名            | 上位12名            | 上位12名            | 上位12名            | 上位12名            | 上位12名            | 上位12名            | 上位12名            | 上位12名            | 上位12名            | 上位12名            | 上位12名            | 上位12名            | 上位12名            | 上位12名            | 上位12名            | 上位12名            | 上位12名            | 上位12名            | 上位12名            | 上位12名            | 上位12名            | 上位12名            | 上位12名            | 上位12名            | 上位12名            | 上位12名            | 上位12名            | 上位12名            | 上位12名            | 上位12名            | 上位12名            | 上位12名            | 上位12名            | 上位12名            | 上位12名            | スティーヴィー・ワンダーの曲 | スティーヴィー・ワンダーの曲 | スティーヴィー・ワンダーの曲 | スティーヴィー・ワンダーの曲 | スティーヴィー・ワンダーの曲 | スティーヴィー・ワンダーの曲 | スティーヴィー・ワンダーの曲 | スティーヴィー・ワンダーの曲 | スティーヴィー・ワンダーの曲 | スティーヴィー・ワンダーの曲 | スティーヴィー・ワンダーの曲 | スティーヴィー・ワンダーの曲 | スティーヴィー・ワンダーの曲 | スティーヴィー・ワンダーの曲 | スティーヴィー・ワンダーの曲 | スティーヴィー・ワンダーの曲 | スティーヴィー・ワンダーの曲 | スティーヴィー・ワンダーの曲 | スティーヴィー・ワンダーの曲 | スティーヴィー・ワンダーの曲 | スティーヴィー・ワンダーの曲 | スティーヴィー・ワンダーの曲 | スティーヴィー・ワンダーの曲 | スティーヴィー・ワンダーの曲 | スティーヴィー・ワンダーの曲 | スティーヴィー・ワンダーの曲 | スティーヴィー・ワンダーの曲 | スティーヴィー・ワンダーの曲 | スティーヴィー・ワンダーの曲 | スティーヴィー・ワンダーの曲 | スティーヴィー・ワンダーの曲 | スティーヴィー・ワンダーの曲 | スティーヴィー・ワンダーの曲 | スティーヴィー・ワンダーの曲 | スティーヴィー・ワンダーの曲 | スティーヴィー・ワンダーの曲 | スティーヴィー・ワンダーの曲 | スティーヴィー・ワンダーの曲 | スティーヴィー・ワンダーの曲 | スティーヴィー・ワンダーの曲 | スティーヴィー・ワンダーの曲 | スティーヴィー・ワンダーの曲 | スティーヴィー・ワンダーの曲 | スティーヴィー・ワンダーの曲 | スティーヴィー・ワンダーの曲 | スティーヴィー・ワンダーの曲 | スティーヴィー・ワンダーの曲 | スティーヴィー・ワンダーの曲 | スティーヴィー・ワンダーの曲 | スティーヴィー・ワンダーの曲 | スティーヴィー・ワンダーの曲 | スティーヴィー・ワンダーの曲 | スティーヴィー・ワンダーの曲 | スティーヴィー・ワンダーの曲 | スティーヴィー・ワンダーの曲 | スティーヴィー・ワンダーの曲 | スティーヴィー・ワンダーの曲 | スティーヴィー・ワンダーの曲 | スティーヴィー・ワンダーの曲 | スティーヴィー・ワンダーの曲 | スティーヴィー・ワンダーの曲 | スティーヴィー・ワンダーの曲 | スティーヴィー・ワンダーの曲 | スティーヴィー・ワンダーの曲 | スティーヴィー・ワンダーの曲 | スティーヴィー・ワンダーの曲 | スティーヴィー・ワンダーの曲 | スティーヴィー・ワンダーの曲 | スティーヴィー・ワンダーの曲 | スティーヴィー・ワンダーの曲 | スティーヴィー・ワンダーの曲 | スティーヴィー・ワンダーの曲 | スティーヴィー・ワンダーの曲 | スティーヴィー・ワンダーの曲 | スティーヴィー・ワンダーの曲 | スティーヴィー・ワンダーの曲 | スティーヴィー・ワンダーの曲 | スティーヴィー・ワンダーの曲 | スティーヴィー・ワンダーの曲 | スティーヴィー・ワンダーの曲 | スティーヴィー・ワンダーの曲 | スティーヴィー・ワンダーの曲 | スティーヴィー・ワンダーの曲 | スティーヴィー・ワンダーの曲 | スティーヴィー・ワンダーの曲 | スティーヴィー・ワンダーの曲 | スティーヴィー・ワンダーの曲 | スティーヴィー・ワンダーの曲 | スティーヴィー・ワンダーの曲 | スティーヴィー・ワンダーの曲 | スティーヴィー・ワンダーの曲 | スティーヴィー・ワンダーの曲 | スティーヴィー・ワンダーの曲 | スティーヴィー・ワンダーの曲 | スティーヴィー・ワンダーの曲 | スティーヴィー・ワンダーの曲 | スティーヴィー・ワンダーの曲 | スティーヴィー・ワンダーの曲 | スティーヴィー・ワンダーの曲 | スティーヴィー・ワンダーの曲 | 『Don't You Worry 'bout a Thing 』 | 『Don't You Worry 'bout a Thing 』 | 『Don't You Worry 'bout a Thing 』 | 『Don't You Worry 'bout a Thing 』 | 『Don't You Worry 'bout a Thing 』 | 『Don't You Worry 'bout a Thing 』 | 『Don't You Worry 'bout a Thing 』 | 『Don't You Worry 'bout a Thing 』 | 『Don't You Worry 'bout a Thing 』 | 『Don't You Worry 'bout a Thing 』 | 『Don't You Worry 'bout a Thing 』 | 『Don't You Worry 'bout a Thing 』 | 『Don't You Worry 'bout a Thing 』 | 『Don't You Worry 'bout a Thing 』 | 『Don't You Worry 'bout a Thing 』 | 『Don't You Worry 'bout a Thing 』 | 『Don't You Worry 'bout a Thing 』 | 『Don't You Worry 'bout a Thing 』 | 『Don't You Worry 'bout a Thing 』 | 『Don't You Worry 'bout a Thing 』 | 『Don't You Worry 'bout a Thing 』 | 『Don't You Worry 'bout a Thing 』 | 『Don't You Worry 'bout a Thing 』 | 『Don't You Worry 'bout a Thing 』 | 『Don't You Worry 'bout a Thing 』 | 『Don't You Worry 'bout a Thing 』 | 『Don't You Worry 'bout a Thing 』 | 『Don't You Worry 'bout a Thing 』 | 『Don't You Worry 'bout a Thing 』 | 『Don't You Worry 'bout a Thing 』 | 『Don't You Worry 'bout a Thing 』 | 『Don't You Worry 'bout a Thing 』 | 『Don't You Worry 'bout a Thing 』 | 『Don't You Worry 'bout a Thing 』 | 『Don't You Worry 'bout a Thing 』 | 『Don't You Worry 'bout a Thing 』 | 『Don't You Worry 'bout a Thing 』 | 『Don't You Worry 'bout a Thing 』 | 『Don't You Worry 'bout a Thing 』 | 『Don't You Worry 'bout a Thing 』 | 『Don't You Worry 'bout a Thing 』 | 『Don't You Worry 'bout a Thing 』 | 『Don't You Worry 'bout a Thing 』 | 『Don't You Worry 'bout a Thing 』 | 『Don't You Worry 'bout a Thing 』 | 『Don't You Worry 'bout a Thing 』 | 『Don't You Worry 'bout a Thing 』 | 『Don't You Worry 'bout a Thing 』 | 『Don't You Worry 'bout a Thing 』 | 『Don't You Worry 'bout a Thing 』 | 『Don't You Worry 'bout a Thing 』 | 『Don't You Worry 'bout a Thing 』 | 『Don't You Worry 'bout a Thing 』 | 『Don't You Worry 'bout a Thing 』 | 『Don't You Worry 'bout a Thing 』 | 『Don't You Worry 'bout a Thing 』 | 『Don't You Worry 'bout a Thing 』 | 『Don't You Worry 'bout a Thing 』 | 『Don't You Worry 'bout a Thing 』 | 『Don't You Worry 'bout a Thing 』 | 『Don't You Worry 'bout a Thing 』 | 『Don't You Worry 'bout a Thing 』 | 『Don't You Worry 'bout a Thing 』 | 『Don't You Worry 'bout a Thing 』 | 『Don't You Worry 'bout a Thing 』 | 『Don't You Worry 'bout a Thing 』 | 『Don't You Worry 'bout a Thing 』 | 『Don't You Worry 'bout a Thing 』 | 『Don't You Worry 'bout a Thing 』 | 『Don't You Worry 'bout a Thing 』 | 『Don't You Worry 'bout a Thing 』 | 『Don't You Worry 'bout a Thing 』 | 『Don't You Worry 'bout a Thing 』 | 『Don't You Worry 'bout a Thing 』 | 『Don't You Worry 'bout a Thing 』 | 『Don't You Worry 'bout a Thing 』 | 『Don't You Worry 'bout a Thing 』 | 『Don't You Worry 'bout a Thing 』 | 『Don't You Worry 'bout a Thing 』 | 『Don't You Worry 'bout a Thing 』 | 『Don't You Worry 'bout a Thing 』 | 『Don't You Worry 'bout a Thing 』 | 『Don't You Worry 'bout a Thing 』 | 『Don't You Worry 'bout a Thing 』 | 『Don't You Worry 'bout a Thing 』 | 『Don't You Worry 'bout a Thing 』 | 『Don't You Worry 'bout a Thing 』 | 『Don't You Worry 'bout a Thing 』 | 『Don't You Worry 'bout a Thing 』 | 『Don't You Worry 'bout a Thing 』 | 『Don't You Worry 'bout a Thing 』 | 『Don't You Worry 'bout a Thing 』 | 『Don't You Worry 'bout a Thing 』 | 『Don't You Worry 'bout a Thing 』 | 『Don't You Worry 'bout a Thing 』 | 『Don't You Worry 'bout a Thing 』 | 『Don't You Worry 'bout a Thing 』 | 『Don't You Worry 'bout a Thing 』 | 『Don't You Worry 'bout a Thing 』 | 『Don't You Worry 'bout a Thing 』 | スティーヴィー・ワンダー | スティーヴィー・ワンダー | スティーヴィー・ワンダー | スティーヴィー・ワンダー | スティーヴィー・ワンダー | スティーヴィー・ワンダー | スティーヴィー・ワンダー | スティーヴィー・ワンダー | スティーヴィー・ワンダー | スティーヴィー・ワンダー | スティーヴィー・ワンダー | スティーヴィー・ワンダー | スティーヴィー・ワンダー | スティーヴィー・ワンダー | スティーヴィー・ワンダー | スティーヴィー・ワンダー | スティーヴィー・ワンダー | スティーヴィー・ワンダー | スティーヴィー・ワンダー | スティーヴィー・ワンダー | スティーヴィー・ワンダー | スティーヴィー・ワンダー | スティーヴィー・ワンダー | スティーヴィー・ワンダー | スティーヴィー・ワンダー | スティーヴィー・ワンダー | スティーヴィー・ワンダー | スティーヴィー・ワンダー | スティーヴィー・ワンダー | スティーヴィー・ワンダー | スティーヴィー・ワンダー | スティーヴィー・ワンダー | スティーヴィー・ワンダー | スティーヴィー・ワンダー | スティーヴィー・ワンダー | スティーヴィー・ワンダー | スティーヴィー・ワンダー | スティーヴィー・ワンダー | スティーヴィー・ワンダー | スティーヴィー・ワンダー | スティーヴィー・ワンダー | スティーヴィー・ワンダー | スティーヴィー・ワンダー | スティーヴィー・ワンダー | スティーヴィー・ワンダー | スティーヴィー・ワンダー | スティーヴィー・ワンダー | スティーヴィー・ワンダー | スティーヴィー・ワンダー | スティーヴィー・ワンダー | スティーヴィー・ワンダー | スティーヴィー・ワンダー | スティーヴィー・ワンダー | スティーヴィー・ワンダー | スティーヴィー・ワンダー | スティーヴィー・ワンダー | スティーヴィー・ワンダー | スティーヴィー・ワンダー | スティーヴィー・ワンダー | スティーヴィー・ワンダー | スティーヴィー・ワンダー | スティーヴィー・ワンダー | スティーヴィー・ワンダー | スティーヴィー・ワンダー | スティーヴィー・ワンダー | スティーヴィー・ワンダー | スティーヴィー・ワンダー | スティーヴィー・ワンダー | スティーヴィー・ワンダー | スティーヴィー・ワンダー | スティーヴィー・ワンダー | スティーヴィー・ワンダー | スティーヴィー・ワンダー | スティーヴィー・ワンダー | スティーヴィー・ワンダー | スティーヴィー・ワンダー | スティーヴィー・ワンダー | スティーヴィー・ワンダー | スティーヴィー・ワンダー | スティーヴィー・ワンダー | スティーヴィー・ワンダー | スティーヴィー・ワンダー | スティーヴィー・ワンダー | スティーヴィー・ワンダー | スティーヴィー・ワンダー | スティーヴィー・ワンダー | スティーヴィー・ワンダー | スティーヴィー・ワンダー | スティーヴィー・ワンダー | スティーヴィー・ワンダー | スティーヴィー・ワンダー | スティーヴィー・ワンダー | スティーヴィー・ワンダー | スティーヴィー・ワンダー | スティーヴィー・ワンダー | スティーヴィー・ワンダー | スティーヴィー・ワンダー | スティーヴィー・ワンダー | スティーヴィー・ワンダー | スティーヴィー・ワンダー | 4      | 4      | 4      | 4      | 4      | 4      | 4      | 4      | 4      | 4      | 4      | 4      | 4      | 4      | 4      | 4      | 4      | 4      | 4      | 4      | 4      | 4      | 4      | 4      | 4      | 4      | 4      | 4      | 4      | 4      | 4      | 4      | 4      | 4      | 4      | 4      | 4      | 4      | 4      | 4      | 4      | 4      | 4      | 4      | 4      | 4      | 4      | 4      | 4      | 4      | 4      | 4      | 4      | 4      | 4      | 4      | 4      | 4      | 4      | 4      | 4      | 4      | 4      | 4      | 4      | 4      | 4      | 4      | 4      | 4      | 4      | 4      | 4      | 4      | 4      | 4      | 4      | 4      | 4      | 4      | 4      | 4      | 4      | 4      | 4      | 4      | 4      | 4      | 4      | 4      | 4      | 4      | 4      | 4      | 4      | 4      | 4      | 4      | 4      | 4      | 合格   | 合格   | 合格   | 合格   | 合格   | 合格   | 合格   | 合格   | 合格   | 合格   | 合格   | 合格   | 合格   | 合格   | 合格   | 合格   | 合格   | 合格   | 合格   | 合格   | 合格   | 合格   | 合格   | 合格   | 合格   | 合格   | 合格   | 合格   | 合格   | 合格   | 合格   | 合格   | 合格   | 合格   | 合格   | 合格   | 合格   | 合格   | 合格   | 合格   | 合格   | 合格   | 合格   | 合格   | 合格   | 合格   | 合格   | 合格   | 合格   | 合格   | 合格   | 合格   | 合格   | 合格   | 合格   | 合格   | 合格   | 合格   | 合格   | 合格   | 合格   | 合格   | 合格   | 合格   | 合格   | 合格   | 合格   | 合格   | 合格   | 合格   | 合格   | 合格   | 合格   | 合格   | 合格   | 合格   | 合格   | 合格   | 合格   | 合格   | 合格   | 合格   | 合格   | 合格   | 合格   | 合格   | 合格   | 合格   | 合格   | 合格   | 合格   | 合格   | 合格   | 合格   | 合格   | 合格   | 合格   | 合格   | 合格   | 合格   |
| 上位11名            | 上位11名            | 上位11名            | 上位11名            | 上位11名            | 上位11名            | 上位11名            | 上位11名            | 上位11名            | 上位11名            | 上位11名            | 上位11名            | 上位11名            | 上位11名            | 上位11名            | 上位11名            | 上位11名            | 上位11名            | 上位11名            | 上位11名            | 上位11名            | 上位11名            | 上位11名            | 上位11名            | 上位11名            | 上位11名            | 上位11名            | 上位11名            | 上位11名            | 上位11名            | 上位11名            | 上位11名            | 上位11名            | 上位11名            | 上位11名            | 上位11名            | 上位11名            | 上位11名            | 上位11名            | 上位11名            | 上位11名            | 上位11名            | 上位11名            | 上位11名            | 上位11名            | 上位11名            | 上位11名            | 上位11名            | 上位11名            | 上位11名            | 上位11名            | 上位11名            | 上位11名            | 上位11名            | 上位11名            | 上位11名            | 上位11名            | 上位11名            | 上位11名            | 上位11名            | 上位11名            | 上位11名            | 上位11名            | 上位11名            | 上位11名            | 上位11名            | 上位11名            | 上位11名            | 上位11名            | 上位11名            | 上位11名            | 上位11名            | 上位11名            | 上位11名            | 上位11名            | 上位11名            | 上位11名            | 上位11名            | 上位11名            | 上位11名            | 上位11名            | 上位11名            | 上位11名            | 上位11名            | 上位11名            | 上位11名            | 上位11名            | 上位11名            | 上位11名            | 上位11名            | 上位11名            | 上位11名            | 上位11名            | 上位11名            | 上位11名            | 上位11名            | 上位11名            | 上位11名            | 上位11名            | 上位11名            | 1950年代のヒット曲           | 1950年代のヒット曲           | 1950年代のヒット曲           | 1950年代のヒット曲           | 1950年代のヒット曲           | 1950年代のヒット曲           | 1950年代のヒット曲           | 1950年代のヒット曲           | 1950年代のヒット曲           | 1950年代のヒット曲           | 1950年代のヒット曲           | 1950年代のヒット曲           | 1950年代のヒット曲           | 1950年代のヒット曲           | 1950年代のヒット曲           | 1950年代のヒット曲           | 1950年代のヒット曲           | 1950年代のヒット曲           | 1950年代のヒット曲           | 1950年代のヒット曲           | 1950年代のヒット曲           | 1950年代のヒット曲           | 1950年代のヒット曲           | 1950年代のヒット曲           | 1950年代のヒット曲           | 1950年代のヒット曲           | 1950年代のヒット曲           | 1950年代のヒット曲           | 1950年代のヒット曲           | 1950年代のヒット曲           | 1950年代のヒット曲           | 1950年代のヒット曲           | 1950年代のヒット曲           | 1950年代のヒット曲           | 1950年代のヒット曲           | 1950年代のヒット曲           | 1950年代のヒット曲           | 1950年代のヒット曲           | 1950年代のヒット曲           | 1950年代のヒット曲           | 1950年代のヒット曲           | 1950年代のヒット曲           | 1950年代のヒット曲           | 1950年代のヒット曲           | 1950年代のヒット曲           | 1950年代のヒット曲           | 1950年代のヒット曲           | 1950年代のヒット曲           | 1950年代のヒット曲           | 1950年代のヒット曲           | 1950年代のヒット曲           | 1950年代のヒット曲           | 1950年代のヒット曲           | 1950年代のヒット曲           | 1950年代のヒット曲           | 1950年代のヒット曲           | 1950年代のヒット曲           | 1950年代のヒット曲           | 1950年代のヒット曲           | 1950年代のヒット曲           | 1950年代のヒット曲           | 1950年代のヒット曲           | 1950年代のヒット曲           | 1950年代のヒット曲           | 1950年代のヒット曲           | 1950年代のヒット曲           | 1950年代のヒット曲           | 1950年代のヒット曲           | 1950年代のヒット曲           | 1950年代のヒット曲           | 1950年代のヒット曲           | 1950年代のヒット曲           | 1950年代のヒット曲           | 1950年代のヒット曲           | 1950年代のヒット曲           | 1950年代のヒット曲           | 1950年代のヒット曲           | 1950年代のヒット曲           | 1950年代のヒット曲           | 1950年代のヒット曲           | 1950年代のヒット曲           | 1950年代のヒット曲           | 1950年代のヒット曲           | 1950年代のヒット曲           | 1950年代のヒット曲           | 1950年代のヒット曲           | 1950年代のヒット曲           | 1950年代のヒット曲           | 1950年代のヒット曲           | 1950年代のヒット曲           | 1950年代のヒット曲           | 1950年代のヒット曲           | 1950年代のヒット曲           | 1950年代のヒット曲           | 1950年代のヒット曲           | 1950年代のヒット曲           | 1950年代のヒット曲           | 1950年代のヒット曲           | 1950年代のヒット曲           | 1950年代のヒット曲           | 『I Don't Hurt Anymore 』          | 『I Don't Hurt Anymore 』          | 『I Don't Hurt Anymore 』          | 『I Don't Hurt Anymore 』          | 『I Don't Hurt Anymore 』          | 『I Don't Hurt Anymore 』          | 『I Don't Hurt Anymore 』          | 『I Don't Hurt Anymore 』          | 『I Don't Hurt Anymore 』          | 『I Don't Hurt Anymore 』          | 『I Don't Hurt Anymore 』          | 『I Don't Hurt Anymore 』          | 『I Don't Hurt Anymore 』          | 『I Don't Hurt Anymore 』          | 『I Don't Hurt Anymore 』          | 『I Don't Hurt Anymore 』          | 『I Don't Hurt Anymore 』          | 『I Don't Hurt Anymore 』          | 『I Don't Hurt Anymore 』          | 『I Don't Hurt Anymore 』          | 『I Don't Hurt Anymore 』          | 『I Don't Hurt Anymore 』          | 『I Don't Hurt Anymore 』          | 『I Don't Hurt Anymore 』          | 『I Don't Hurt Anymore 』          | 『I Don't Hurt Anymore 』          | 『I Don't Hurt Anymore 』          | 『I Don't Hurt Anymore 』          | 『I Don't Hurt Anymore 』          | 『I Don't Hurt Anymore 』          | 『I Don't Hurt Anymore 』          | 『I Don't Hurt Anymore 』          | 『I Don't Hurt Anymore 』          | 『I Don't Hurt Anymore 』          | 『I Don't Hurt Anymore 』          | 『I Don't Hurt Anymore 』          | 『I Don't Hurt Anymore 』          | 『I Don't Hurt Anymore 』          | 『I Don't Hurt Anymore 』          | 『I Don't Hurt Anymore 』          | 『I Don't Hurt Anymore 』          | 『I Don't Hurt Anymore 』          | 『I Don't Hurt Anymore 』          | 『I Don't Hurt Anymore 』          | 『I Don't Hurt Anymore 』          | 『I Don't Hurt Anymore 』          | 『I Don't Hurt Anymore 』          | 『I Don't Hurt Anymore 』          | 『I Don't Hurt Anymore 』          | 『I Don't Hurt Anymore 』          | 『I Don't Hurt Anymore 』          | 『I Don't Hurt Anymore 』          | 『I Don't Hurt Anymore 』          | 『I Don't Hurt Anymore 』          | 『I Don't Hurt Anymore 』          | 『I Don't Hurt Anymore 』          | 『I Don't Hurt Anymore 』          | 『I Don't Hurt Anymore 』          | 『I Don't Hurt Anymore 』          | 『I Don't Hurt Anymore 』          | 『I Don't Hurt Anymore 』          | 『I Don't Hurt Anymore 』          | 『I Don't Hurt Anymore 』          | 『I Don't Hurt Anymore 』          | 『I Don't Hurt Anymore 』          | 『I Don't Hurt Anymore 』          | 『I Don't Hurt Anymore 』          | 『I Don't Hurt Anymore 』          | 『I Don't Hurt Anymore 』          | 『I Don't Hurt Anymore 』          | 『I Don't Hurt Anymore 』          | 『I Don't Hurt Anymore 』          | 『I Don't Hurt Anymore 』          | 『I Don't Hurt Anymore 』          | 『I Don't Hurt Anymore 』          | 『I Don't Hurt Anymore 』          | 『I Don't Hurt Anymore 』          | 『I Don't Hurt Anymore 』          | 『I Don't Hurt Anymore 』          | 『I Don't Hurt Anymore 』          | 『I Don't Hurt Anymore 』          | 『I Don't Hurt Anymore 』          | 『I Don't Hurt Anymore 』          | 『I Don't Hurt Anymore 』          | 『I Don't Hurt Anymore 』          | 『I Don't Hurt Anymore 』          | 『I Don't Hurt Anymore 』          | 『I Don't Hurt Anymore 』          | 『I Don't Hurt Anymore 』          | 『I Don't Hurt Anymore 』          | 『I Don't Hurt Anymore 』          | 『I Don't Hurt Anymore 』          | 『I Don't Hurt Anymore 』          | 『I Don't Hurt Anymore 』          | 『I Don't Hurt Anymore 』          | 『I Don't Hurt Anymore 』          | 『I Don't Hurt Anymore 』          | 『I Don't Hurt Anymore 』          | 『I Don't Hurt Anymore 』          | 『I Don't Hurt Anymore 』          | ダイナ・ワシントン       | ダイナ・ワシントン       | ダイナ・ワシントン       | ダイナ・ワシントン       | ダイナ・ワシントン       | ダイナ・ワシントン       | ダイナ・ワシントン       | ダイナ・ワシントン       | ダイナ・ワシントン       | ダイナ・ワシントン       | ダイナ・ワシントン       | ダイナ・ワシントン       | ダイナ・ワシントン       | ダイナ・ワシントン       | ダイナ・ワシントン       | ダイナ・ワシントン       | ダイナ・ワシントン       | ダイナ・ワシントン       | ダイナ・ワシントン       | ダイナ・ワシントン       | ダイナ・ワシントン       | ダイナ・ワシントン       | ダイナ・ワシントン       | ダイナ・ワシントン       | ダイナ・ワシントン       | ダイナ・ワシントン       | ダイナ・ワシントン       | ダイナ・ワシントン       | ダイナ・ワシントン       | ダイナ・ワシントン       | ダイナ・ワシントン       | ダイナ・ワシントン       | ダイナ・ワシントン       | ダイナ・ワシントン       | ダイナ・ワシントン       | ダイナ・ワシントン       | ダイナ・ワシントン       | ダイナ・ワシントン       | ダイナ・ワシントン       | ダイナ・ワシントン       | ダイナ・ワシントン       | ダイナ・ワシントン       | ダイナ・ワシントン       | ダイナ・ワシントン       | ダイナ・ワシントン       | ダイナ・ワシントン       | ダイナ・ワシントン       | ダイナ・ワシントン       | ダイナ・ワシントン       | ダイナ・ワシントン       | ダイナ・ワシントン       | ダイナ・ワシントン       | ダイナ・ワシントン       | ダイナ・ワシントン       | ダイナ・ワシントン       | ダイナ・ワシントン       | ダイナ・ワシントン       | ダイナ・ワシントン       | ダイナ・ワシントン       | ダイナ・ワシントン       | ダイナ・ワシントン       | ダイナ・ワシントン       | ダイナ・ワシントン       | ダイナ・ワシントン       | ダイナ・ワシントン       | ダイナ・ワシントン       | ダイナ・ワシントン       | ダイナ・ワシントン       | ダイナ・ワシントン       | ダイナ・ワシントン       | ダイナ・ワシントン       | ダイナ・ワシントン       | ダイナ・ワシントン       | ダイナ・ワシントン       | ダイナ・ワシントン       | ダイナ・ワシントン       | ダイナ・ワシントン       | ダイナ・ワシントン       | ダイナ・ワシントン       | ダイナ・ワシントン       | ダイナ・ワシントン       | ダイナ・ワシントン       | ダイナ・ワシントン       | ダイナ・ワシントン       | ダイナ・ワシントン       | ダイナ・ワシントン       | ダイナ・ワシントン       | ダイナ・ワシントン       | ダイナ・ワシントン       | ダイナ・ワシントン       | ダイナ・ワシントン       | ダイナ・ワシントン       | ダイナ・ワシントン       | ダイナ・ワシントン       | ダイナ・ワシントン       | ダイナ・ワシントン       | ダイナ・ワシントン       | ダイナ・ワシントン       | ダイナ・ワシントン       | ダイナ・ワシントン       | 1      | 1      | 1      | 1      | 1      | 1      | 1      | 1      | 1      | 1      | 1      | 1      | 1      | 1      | 1      | 1      | 1      | 1      | 1      | 1      | 1      | 1      | 1      | 1      | 1      | 1      | 1      | 1      | 1      | 1      | 1      | 1      | 1      | 1      | 1      | 1      | 1      | 1      | 1      | 1      | 1      | 1      | 1      | 1      | 1      | 1      | 1      | 1      | 1      | 1      | 1      | 1      | 1      | 1      | 1      | 1      | 1      | 1      | 1      | 1      | 1      | 1      | 1      | 1      | 1      | 1      | 1      | 1      | 1      | 1      | 1      | 1      | 1      | 1      | 1      | 1      | 1      | 1      | 1      | 1      | 1      | 1      | 1      | 1      | 1      | 1      | 1      | 1      | 1      | 1      | 1      | 1      | 1      | 1      | 1      | 1      | 1      | 1      | 1      | 1      | 合格   | 合格   | 合格   | 合格   | 合格   | 合格   | 合格   | 合格   | 合格   | 合格   | 合格   | 合格   | 合格   | 合格   | 合格   | 合格   | 合格   | 合格   | 合格   | 合格   | 合格   | 合格   | 合格   | 合格   | 合格   | 合格   | 合格   | 合格   | 合格   | 合格   | 合格   | 合格   | 合格   | 合格   | 合格   | 合格   | 合格   | 合格   | 合格   | 合格   | 合格   | 合格   | 合格   | 合格   | 合格   | 合格   | 合格   | 合格   | 合格   | 合格   | 合格   | 合格   | 合格   | 合格   | 合格   | 合格   | 合格   | 合格   | 合格   | 合格   | 合格   | 合格   | 合格   | 合格   | 合格   | 合格   | 合格   | 合格   | 合格   | 合格   | 合格   | 合格   | 合格   | 合格   | 合格   | 合格   | 合格   | 合格   | 合格   | 合格   | 合格   | 合格   | 合格   | 合格   | 合格   | 合格   | 合格   | 合格   | 合格   | 合格   | 合格   | 合格   | 合格   | 合格   | 合格   | 合格   | 合格   | 合格   | 合格   | 合格   |
| 上位10名            | 上位10名            | 上位10名            | 上位10名            | 上位10名            | 上位10名            | 上位10名            | 上位10名            | 上位10名            | 上位10名            | 上位10名            | 上位10名            | 上位10名            | 上位10名            | 上位10名            | 上位10名            | 上位10名            | 上位10名            | 上位10名            | 上位10名            | 上位10名            | 上位10名            | 上位10名            | 上位10名            | 上位10名            | 上位10名            | 上位10名            | 上位10名            | 上位10名            | 上位10名            | 上位10名            | 上位10名            | 上位10名            | 上位10名            | 上位10名            | 上位10名            | 上位10名            | 上位10名            | 上位10名            | 上位10名            | 上位10名            | 上位10名            | 上位10名            | 上位10名            | 上位10名            | 上位10名            | 上位10名            | 上位10名            | 上位10名            | 上位10名            | 上位10名            | 上位10名            | 上位10名            | 上位10名            | 上位10名            | 上位10名            | 上位10名            | 上位10名            | 上位10名            | 上位10名            | 上位10名            | 上位10名            | 上位10名            | 上位10名            | 上位10名            | 上位10名            | 上位10名            | 上位10名            | 上位10名            | 上位10名            | 上位10名            | 上位10名            | 上位10名            | 上位10名            | 上位10名            | 上位10名            | 上位10名            | 上位10名            | 上位10名            | 上位10名            | 上位10名            | 上位10名            | 上位10名            | 上位10名            | 上位10名            | 上位10名            | 上位10名            | 上位10名            | 上位10名            | 上位10名            | 上位10名            | 上位10名            | 上位10名            | 上位10名            | 上位10名            | 上位10名            | 上位10名            | 上位10名            | 上位10名            | 上位10名            | 21世紀のヒット曲             | 21世紀のヒット曲             | 21世紀のヒット曲             | 21世紀のヒット曲             | 21世紀のヒット曲             | 21世紀のヒット曲             | 21世紀のヒット曲             | 21世紀のヒット曲             | 21世紀のヒット曲             | 21世紀のヒット曲             | 21世紀のヒット曲             | 21世紀のヒット曲             | 21世紀のヒット曲             | 21世紀のヒット曲             | 21世紀のヒット曲             | 21世紀のヒット曲             | 21世紀のヒット曲             | 21世紀のヒット曲             | 21世紀のヒット曲             | 21世紀のヒット曲             | 21世紀のヒット曲             | 21世紀のヒット曲             | 21世紀のヒット曲             | 21世紀のヒット曲             | 21世紀のヒット曲             | 21世紀のヒット曲             | 21世紀のヒット曲             | 21世紀のヒット曲             | 21世紀のヒット曲             | 21世紀のヒット曲             | 21世紀のヒット曲             | 21世紀のヒット曲             | 21世紀のヒット曲             | 21世紀のヒット曲             | 21世紀のヒット曲             | 21世紀のヒット曲             | 21世紀のヒット曲             | 21世紀のヒット曲             | 21世紀のヒット曲             | 21世紀のヒット曲             | 21世紀のヒット曲             | 21世紀のヒット曲             | 21世紀のヒット曲             | 21世紀のヒット曲             | 21世紀のヒット曲             | 21世紀のヒット曲             | 21世紀のヒット曲             | 21世紀のヒット曲             | 21世紀のヒット曲             | 21世紀のヒット曲             | 21世紀のヒット曲             | 21世紀のヒット曲             | 21世紀のヒット曲             | 21世紀のヒット曲             | 21世紀のヒット曲             | 21世紀のヒット曲             | 21世紀のヒット曲             | 21世紀のヒット曲             | 21世紀のヒット曲             | 21世紀のヒット曲             | 21世紀のヒット曲             | 21世紀のヒット曲             | 21世紀のヒット曲             | 21世紀のヒット曲             | 21世紀のヒット曲             | 21世紀のヒット曲             | 21世紀のヒット曲             | 21世紀のヒット曲             | 21世紀のヒット曲             | 21世紀のヒット曲             | 21世紀のヒット曲             | 21世紀のヒット曲             | 21世紀のヒット曲             | 21世紀のヒット曲             | 21世紀のヒット曲             | 21世紀のヒット曲             | 21世紀のヒット曲             | 21世紀のヒット曲             | 21世紀のヒット曲             | 21世紀のヒット曲             | 21世紀のヒット曲             | 21世紀のヒット曲             | 21世紀のヒット曲             | 21世紀のヒット曲             | 21世紀のヒット曲             | 21世紀のヒット曲             | 21世紀のヒット曲             | 21世紀のヒット曲             | 21世紀のヒット曲             | 21世紀のヒット曲             | 21世紀のヒット曲             | 21世紀のヒット曲             | 21世紀のヒット曲             | 21世紀のヒット曲             | 21世紀のヒット曲             | 21世紀のヒット曲             | 21世紀のヒット曲             | 21世紀のヒット曲             | 21世紀のヒット曲             | 21世紀のヒット曲             | 『Shackles 』                      | 『Shackles 』                      | 『Shackles 』                      | 『Shackles 』                      | 『Shackles 』                      | 『Shackles 』                      | 『Shackles 』                      | 『Shackles 』                      | 『Shackles 』                      | 『Shackles 』                      | 『Shackles 』                      | 『Shackles 』                      | 『Shackles 』                      | 『Shackles 』                      | 『Shackles 』                      | 『Shackles 』                      | 『Shackles 』                      | 『Shackles 』                      | 『Shackles 』                      | 『Shackles 』                      | 『Shackles 』                      | 『Shackles 』                      | 『Shackles 』                      | 『Shackles 』                      | 『Shackles 』                      | 『Shackles 』                      | 『Shackles 』                      | 『Shackles 』                      | 『Shackles 』                      | 『Shackles 』                      | 『Shackles 』                      | 『Shackles 』                      | 『Shackles 』                      | 『Shackles 』                      | 『Shackles 』                      | 『Shackles 』                      | 『Shackles 』                      | 『Shackles 』                      | 『Shackles 』                      | 『Shackles 』                      | 『Shackles 』                      | 『Shackles 』                      | 『Shackles 』                      | 『Shackles 』                      | 『Shackles 』                      | 『Shackles 』                      | 『Shackles 』                      | 『Shackles 』                      | 『Shackles 』                      | 『Shackles 』                      | 『Shackles 』                      | 『Shackles 』                      | 『Shackles 』                      | 『Shackles 』                      | 『Shackles 』                      | 『Shackles 』                      | 『Shackles 』                      | 『Shackles 』                      | 『Shackles 』                      | 『Shackles 』                      | 『Shackles 』                      | 『Shackles 』                      | 『Shackles 』                      | 『Shackles 』                      | 『Shackles 』                      | 『Shackles 』                      | 『Shackles 』                      | 『Shackles 』                      | 『Shackles 』                      | 『Shackles 』                      | 『Shackles 』                      | 『Shackles 』                      | 『Shackles 』                      | 『Shackles 』                      | 『Shackles 』                      | 『Shackles 』                      | 『Shackles 』                      | 『Shackles 』                      | 『Shackles 』                      | 『Shackles 』                      | 『Shackles 』                      | 『Shackles 』                      | 『Shackles 』                      | 『Shackles 』                      | 『Shackles 』                      | 『Shackles 』                      | 『Shackles 』                      | 『Shackles 』                      | 『Shackles 』                      | 『Shackles 』                      | 『Shackles 』                      | 『Shackles 』                      | 『Shackles 』                      | 『Shackles 』                      | 『Shackles 』                      | 『Shackles 』                      | 『Shackles 』                      | 『Shackles 』                      | 『Shackles 』                      | 『Shackles 』                      | メアリー・メアリー       | メアリー・メアリー       | メアリー・メアリー       | メアリー・メアリー       | メアリー・メアリー       | メアリー・メアリー       | メアリー・メアリー       | メアリー・メアリー       | メアリー・メアリー       | メアリー・メアリー       | メアリー・メアリー       | メアリー・メアリー       | メアリー・メアリー       | メアリー・メアリー       | メアリー・メアリー       | メアリー・メアリー       | メアリー・メアリー       | メアリー・メアリー       | メアリー・メアリー       | メアリー・メアリー       | メアリー・メアリー       | メアリー・メアリー       | メアリー・メアリー       | メアリー・メアリー       | メアリー・メアリー       | メアリー・メアリー       | メアリー・メアリー       | メアリー・メアリー       | メアリー・メアリー       | メアリー・メアリー       | メアリー・メアリー       | メアリー・メアリー       | メアリー・メアリー       | メアリー・メアリー       | メアリー・メアリー       | メアリー・メアリー       | メアリー・メアリー       | メアリー・メアリー       | メアリー・メアリー       | メアリー・メアリー       | メアリー・メアリー       | メアリー・メアリー       | メアリー・メアリー       | メアリー・メアリー       | メアリー・メアリー       | メアリー・メアリー       | メアリー・メアリー       | メアリー・メアリー       | メアリー・メアリー       | メアリー・メアリー       | メアリー・メアリー       | メアリー・メアリー       | メアリー・メアリー       | メアリー・メアリー       | メアリー・メアリー       | メアリー・メアリー       | メアリー・メアリー       | メアリー・メアリー       | メアリー・メアリー       | メアリー・メアリー       | メアリー・メアリー       | メアリー・メアリー       | メアリー・メアリー       | メアリー・メアリー       | メアリー・メアリー       | メアリー・メアリー       | メアリー・メアリー       | メアリー・メアリー       | メアリー・メアリー       | メアリー・メアリー       | メアリー・メアリー       | メアリー・メアリー       | メアリー・メアリー       | メアリー・メアリー       | メアリー・メアリー       | メアリー・メアリー       | メアリー・メアリー       | メアリー・メアリー       | メアリー・メアリー       | メアリー・メアリー       | メアリー・メアリー       | メアリー・メアリー       | メアリー・メアリー       | メアリー・メアリー       | メアリー・メアリー       | メアリー・メアリー       | メアリー・メアリー       | メアリー・メアリー       | メアリー・メアリー       | メアリー・メアリー       | メアリー・メアリー       | メアリー・メアリー       | メアリー・メアリー       | メアリー・メアリー       | メアリー・メアリー       | メアリー・メアリー       | メアリー・メアリー       | メアリー・メアリー       | メアリー・メアリー       | メアリー・メアリー       | 5      | 5      | 5      | 5      | 5      | 5      | 5      | 5      | 5      | 5      | 5      | 5      | 5      | 5      | 5      | 5      | 5      | 5      | 5      | 5      | 5      | 5      | 5      | 5      | 5      | 5      | 5      | 5      | 5      | 5      | 5      | 5      | 5      | 5      | 5      | 5      | 5      | 5      | 5      | 5      | 5      | 5      | 5      | 5      | 5      | 5      | 5      | 5      | 5      | 5      | 5      | 5      | 5      | 5      | 5      | 5      | 5      | 5      | 5      | 5      | 5      | 5      | 5      | 5      | 5      | 5      | 5      | 5      | 5      | 5      | 5      | 5      | 5      | 5      | 5      | 5      | 5      | 5      | 5      | 5      | 5      | 5      | 5      | 5      | 5      | 5      | 5      | 5      | 5      | 5      | 5      | 5      | 5      | 5      | 5      | 5      | 5      | 5      | 5      | 5      | 合格   | 合格   | 合格   | 合格   | 合格   | 合格   | 合格   | 合格   | 合格   | 合格   | 合格   | 合格   | 合格   | 合格   | 合格   | 合格   | 合格   | 合格   | 合格   | 合格   | 合格   | 合格   | 合格   | 合格   | 合格   | 合格   | 合格   | 合格   | 合格   | 合格   | 合格   | 合格   | 合格   | 合格   | 合格   | 合格   | 合格   | 合格   | 合格   | 合格   | 合格   | 合格   | 合格   | 合格   | 合格   | 合格   | 合格   | 合格   | 合格   | 合格   | 合格   | 合格   | 合格   | 合格   | 合格   | 合格   | 合格   | 合格   | 合格   | 合格   | 合格   | 合格   | 合格   | 合格   | 合格   | 合格   | 合格   | 合格   | 合格   | 合格   | 合格   | 合格   | 合格   | 合格   | 合格   | 合格   | 合格   | 合格   | 合格   | 合格   | 合格   | 合格   | 合格   | 合格   | 合格   | 合格   | 合格   | 合格   | 合格   | 合格   | 合格   | 合格   | 合格   | 合格   | 合格   | 合格   | 合格   | 合格   | 合格   | 合格   |
| 上位9名             | 上位9名             | 上位9名             | 上位9名             | 上位9名             | 上位9名             | 上位9名             | 上位9名             | 上位9名             | 上位9名             | 上位9名             | 上位9名             | 上位9名             | 上位9名             | 上位9名             | 上位9名             | 上位9名             | 上位9名             | 上位9名             | 上位9名             | 上位9名             | 上位9名             | 上位9名             | 上位9名             | 上位9名             | 上位9名             | 上位9名             | 上位9名             | 上位9名             | 上位9名             | 上位9名             | 上位9名             | 上位9名             | 上位9名             | 上位9名             | 上位9名             | 上位9名             | 上位9名             | 上位9名             | 上位9名             | 上位9名             | 上位9名             | 上位9名             | 上位9名             | 上位9名             | 上位9名             | 上位9名             | 上位9名             | 上位9名             | 上位9名             | 上位9名             | 上位9名             | 上位9名             | 上位9名             | 上位9名             | 上位9名             | 上位9名             | 上位9名             | 上位9名             | 上位9名             | 上位9名             | 上位9名             | 上位9名             | 上位9名             | 上位9名             | 上位9名             | 上位9名             | 上位9名             | 上位9名             | 上位9名             | 上位9名             | 上位9名             | 上位9名             | 上位9名             | 上位9名             | 上位9名             | 上位9名             | 上位9名             | 上位9名             | 上位9名             | 上位9名             | 上位9名             | 上位9名             | 上位9名             | 上位9名             | 上位9名             | 上位9名             | 上位9名             | 上位9名             | 上位9名             | 上位9名             | 上位9名             | 上位9名             | 上位9名             | 上位9名             | 上位9名             | 上位9名             | 上位9名             | 上位9名             | 上位9名             | カントリー音楽               | カントリー音楽               | カントリー音楽               | カントリー音楽               | カントリー音楽               | カントリー音楽               | カントリー音楽               | カントリー音楽               | カントリー音楽               | カントリー音楽               | カントリー音楽               | カントリー音楽               | カントリー音楽               | カントリー音楽               | カントリー音楽               | カントリー音楽               | カントリー音楽               | カントリー音楽               | カントリー音楽               | カントリー音楽               | カントリー音楽               | カントリー音楽               | カントリー音楽               | カントリー音楽               | カントリー音楽               | カントリー音楽               | カントリー音楽               | カントリー音楽               | カントリー音楽               | カントリー音楽               | カントリー音楽               | カントリー音楽               | カントリー音楽               | カントリー音楽               | カントリー音楽               | カントリー音楽               | カントリー音楽               | カントリー音楽               | カントリー音楽               | カントリー音楽               | カントリー音楽               | カントリー音楽               | カントリー音楽               | カントリー音楽               | カントリー音楽               | カントリー音楽               | カントリー音楽               | カントリー音楽               | カントリー音楽               | カントリー音楽               | カントリー音楽               | カントリー音楽               | カントリー音楽               | カントリー音楽               | カントリー音楽               | カントリー音楽               | カントリー音楽               | カントリー音楽               | カントリー音楽               | カントリー音楽               | カントリー音楽               | カントリー音楽               | カントリー音楽               | カントリー音楽               | カントリー音楽               | カントリー音楽               | カントリー音楽               | カントリー音楽               | カントリー音楽               | カントリー音楽               | カントリー音楽               | カントリー音楽               | カントリー音楽               | カントリー音楽               | カントリー音楽               | カントリー音楽               | カントリー音楽               | カントリー音楽               | カントリー音楽               | カントリー音楽               | カントリー音楽               | カントリー音楽               | カントリー音楽               | カントリー音楽               | カントリー音楽               | カントリー音楽               | カントリー音楽               | カントリー音楽               | カントリー音楽               | カントリー音楽               | カントリー音楽               | カントリー音楽               | カントリー音楽               | カントリー音楽               | カントリー音楽               | カントリー音楽               | カントリー音楽               | カントリー音楽               | カントリー音楽               | カントリー音楽               | 『Any Man of Mine 』               | 『Any Man of Mine 』               | 『Any Man of Mine 』               | 『Any Man of Mine 』               | 『Any Man of Mine 』               | 『Any Man of Mine 』               | 『Any Man of Mine 』               | 『Any Man of Mine 』               | 『Any Man of Mine 』               | 『Any Man of Mine 』               | 『Any Man of Mine 』               | 『Any Man of Mine 』               | 『Any Man of Mine 』               | 『Any Man of Mine 』               | 『Any Man of Mine 』               | 『Any Man of Mine 』               | 『Any Man of Mine 』               | 『Any Man of Mine 』               | 『Any Man of Mine 』               | 『Any Man of Mine 』               | 『Any Man of Mine 』               | 『Any Man of Mine 』               | 『Any Man of Mine 』               | 『Any Man of Mine 』               | 『Any Man of Mine 』               | 『Any Man of Mine 』               | 『Any Man of Mine 』               | 『Any Man of Mine 』               | 『Any Man of Mine 』               | 『Any Man of Mine 』               | 『Any Man of Mine 』               | 『Any Man of Mine 』               | 『Any Man of Mine 』               | 『Any Man of Mine 』               | 『Any Man of Mine 』               | 『Any Man of Mine 』               | 『Any Man of Mine 』               | 『Any Man of Mine 』               | 『Any Man of Mine 』               | 『Any Man of Mine 』               | 『Any Man of Mine 』               | 『Any Man of Mine 』               | 『Any Man of Mine 』               | 『Any Man of Mine 』               | 『Any Man of Mine 』               | 『Any Man of Mine 』               | 『Any Man of Mine 』               | 『Any Man of Mine 』               | 『Any Man of Mine 』               | 『Any Man of Mine 』               | 『Any Man of Mine 』               | 『Any Man of Mine 』               | 『Any Man of Mine 』               | 『Any Man of Mine 』               | 『Any Man of Mine 』               | 『Any Man of Mine 』               | 『Any Man of Mine 』               | 『Any Man of Mine 』               | 『Any Man of Mine 』               | 『Any Man of Mine 』               | 『Any Man of Mine 』               | 『Any Man of Mine 』               | 『Any Man of Mine 』               | 『Any Man of Mine 』               | 『Any Man of Mine 』               | 『Any Man of Mine 』               | 『Any Man of Mine 』               | 『Any Man of Mine 』               | 『Any Man of Mine 』               | 『Any Man of Mine 』               | 『Any Man of Mine 』               | 『Any Man of Mine 』               | 『Any Man of Mine 』               | 『Any Man of Mine 』               | 『Any Man of Mine 』               | 『Any Man of Mine 』               | 『Any Man of Mine 』               | 『Any Man of Mine 』               | 『Any Man of Mine 』               | 『Any Man of Mine 』               | 『Any Man of Mine 』               | 『Any Man of Mine 』               | 『Any Man of Mine 』               | 『Any Man of Mine 』               | 『Any Man of Mine 』               | 『Any Man of Mine 』               | 『Any Man of Mine 』               | 『Any Man of Mine 』               | 『Any Man of Mine 』               | 『Any Man of Mine 』               | 『Any Man of Mine 』               | 『Any Man of Mine 』               | 『Any Man of Mine 』               | 『Any Man of Mine 』               | 『Any Man of Mine 』               | 『Any Man of Mine 』               | 『Any Man of Mine 』               | 『Any Man of Mine 』               | 『Any Man of Mine 』               | 『Any Man of Mine 』               | シャナイア・トゥエイン   | シャナイア・トゥエイン   | シャナイア・トゥエイン   | シャナイア・トゥエイン   | シャナイア・トゥエイン   | シャナイア・トゥエイン   | シャナイア・トゥエイン   | シャナイア・トゥエイン   | シャナイア・トゥエイン   | シャナイア・トゥエイン   | シャナイア・トゥエイン   | シャナイア・トゥエイン   | シャナイア・トゥエイン   | シャナイア・トゥエイン   | シャナイア・トゥエイン   | シャナイア・トゥエイン   | シャナイア・トゥエイン   | シャナイア・トゥエイン   | シャナイア・トゥエイン   | シャナイア・トゥエイン   | シャナイア・トゥエイン   | シャナイア・トゥエイン   | シャナイア・トゥエイン   | シャナイア・トゥエイン   | シャナイア・トゥエイン   | シャナイア・トゥエイン   | シャナイア・トゥエイン   | シャナイア・トゥエイン   | シャナイア・トゥエイン   | シャナイア・トゥエイン   | シャナイア・トゥエイン   | シャナイア・トゥエイン   | シャナイア・トゥエイン   | シャナイア・トゥエイン   | シャナイア・トゥエイン   | シャナイア・トゥエイン   | シャナイア・トゥエイン   | シャナイア・トゥエイン   | シャナイア・トゥエイン   | シャナイア・トゥエイン   | シャナイア・トゥエイン   | シャナイア・トゥエイン   | シャナイア・トゥエイン   | シャナイア・トゥエイン   | シャナイア・トゥエイン   | シャナイア・トゥエイン   | シャナイア・トゥエイン   | シャナイア・トゥエイン   | シャナイア・トゥエイン   | シャナイア・トゥエイン   | シャナイア・トゥエイン   | シャナイア・トゥエイン   | シャナイア・トゥエイン   | シャナイア・トゥエイン   | シャナイア・トゥエイン   | シャナイア・トゥエイン   | シャナイア・トゥエイン   | シャナイア・トゥエイン   | シャナイア・トゥエイン   | シャナイア・トゥエイン   | シャナイア・トゥエイン   | シャナイア・トゥエイン   | シャナイア・トゥエイン   | シャナイア・トゥエイン   | シャナイア・トゥエイン   | シャナイア・トゥエイン   | シャナイア・トゥエイン   | シャナイア・トゥエイン   | シャナイア・トゥエイン   | シャナイア・トゥエイン   | シャナイア・トゥエイン   | シャナイア・トゥエイン   | シャナイア・トゥエイン   | シャナイア・トゥエイン   | シャナイア・トゥエイン   | シャナイア・トゥエイン   | シャナイア・トゥエイン   | シャナイア・トゥエイン   | シャナイア・トゥエイン   | シャナイア・トゥエイン   | シャナイア・トゥエイン   | シャナイア・トゥエイン   | シャナイア・トゥエイン   | シャナイア・トゥエイン   | シャナイア・トゥエイン   | シャナイア・トゥエイン   | シャナイア・トゥエイン   | シャナイア・トゥエイン   | シャナイア・トゥエイン   | シャナイア・トゥエイン   | シャナイア・トゥエイン   | シャナイア・トゥエイン   | シャナイア・トゥエイン   | シャナイア・トゥエイン   | シャナイア・トゥエイン   | シャナイア・トゥエイン   | シャナイア・トゥエイン   | シャナイア・トゥエイン   | シャナイア・トゥエイン   | シャナイア・トゥエイン   | 2      | 2      | 2      | 2      | 2      | 2      | 2      | 2      | 2      | 2      | 2      | 2      | 2      | 2      | 2      | 2      | 2      | 2      | 2      | 2      | 2      | 2      | 2      | 2      | 2      | 2      | 2      | 2      | 2      | 2      | 2      | 2      | 2      | 2      | 2      | 2      | 2      | 2      | 2      | 2      | 2      | 2      | 2      | 2      | 2      | 2      | 2      | 2      | 2      | 2      | 2      | 2      | 2      | 2      | 2      | 2      | 2      | 2      | 2      | 2      | 2      | 2      | 2      | 2      | 2      | 2      | 2      | 2      | 2      | 2      | 2      | 2      | 2      | 2      | 2      | 2      | 2      | 2      | 2      | 2      | 2      | 2      | 2      | 2      | 2      | 2      | 2      | 2      | 2      | 2      | 2      | 2      | 2      | 2      | 2      | 2      | 2      | 2      | 2      | 2      | 不合格 | 不合格 | 不合格 | 不合格 | 不合格 | 不合格 | 不合格 | 不合格 | 不合格 | 不合格 | 不合格 | 不合格 | 不合格 | 不合格 | 不合格 | 不合格 | 不合格 | 不合格 | 不合格 | 不合格 | 不合格 | 不合格 | 不合格 | 不合格 | 不合格 | 不合格 | 不合格 | 不合格 | 不合格 | 不合格 | 不合格 | 不合格 | 不合格 | 不合格 | 不合格 | 不合格 | 不合格 | 不合格 | 不合格 | 不合格 | 不合格 | 不合格 | 不合格 | 不合格 | 不合格 | 不合格 | 不合格 | 不合格 | 不合格 | 不合格 | 不合格 | 不合格 | 不合格 | 不合格 | 不合格 | 不合格 | 不合格 | 不合格 | 不合格 | 不合格 | 不合格 | 不合格 | 不合格 | 不合格 | 不合格 | 不合格 | 不合格 | 不合格 | 不合格 | 不合格 | 不合格 | 不合格 | 不合格 | 不合格 | 不合格 | 不合格 | 不合格 | 不合格 | 不合格 | 不合格 | 不合格 | 不合格 | 不合格 | 不合格 | 不合格 | 不合格 | 不合格 | 不合格 | 不合格 | 不合格 | 不合格 | 不合格 | 不合格 | 不合格 | 不合格 | 不合格 | 不合格 | 不合格 | 不合格 | 不合格 |

## 経歴
2007年7月27日、『アメリカン・アイドル』敗退後、テレビのトーク番組『ライヴ・ウィズ・レギス・アンド・ケリー』で『I Don't Hurt Anymore 』を歌った。また、グラディス・ナイトや他のアーティストと共にアポロ・シアターで開催されたチャリティ・イベント『Back to Harlem 』に出演した。
トビーマックのアルバム『Portable Sounds 』にトビーマックとカーク・フランクリンとコラボした。

### 『True Beauty』
2007年7月31日、1枚目のアルバム『True Beauty 』が発売された。このデビュー・アルバムはクリスチャン・アルバム・チャートで第一位となり、27年のクリスチャン・アルバム・チャートの歴史の中で、デビュー・アルバムが第一位になった女性アーティストの最初の人物となった。またBillboard 200で43位となり、クリスチャン・アーティストのデビューとしては珍しい高順位であった。そしてグラミー賞最優秀ポップ/コンテンポラリー・ゴスペル・アルバム賞にノミネートされた。ショーン・シャンケル、ブラウン・バニスター、クリストファー・スティーヴンス、ドリュー・ラムジー&シャノン・サンダース、ロバート・マーヴィン&ジョサイア・ベル、と5組のプロデューサーが参加している。作曲段階から彼女はプライベートの時間を割いて参加し、意見や曲に対する希望などを共有したりしていた。
2007年5月22日、最初のシングル『Only the World 』が発売された。ビルボードのシングル・チャートで第一週では第二位だったが次の週には第一位になった。また、クリスチャン・ラジオでよくかけられるようになった。この曲はマシュー・ウェスト、サム・ミゼル、クリント・ラガーバーグによって作曲された。(ウェストはこのアルバムで他に2曲共作している。)
メアリー・メアリーのカバー『Shackles 』ではホーン・セクションを特徴としており、トランペットでトミー・ヴォーン、トロンボーンでロドニー・ミルズ、サックスでシェーン・フィレン、ライヴホーンズが演奏している。『ベジ・テイルズ』の映画『The Pirates Who Don't Do Anything 』のサウンドトラックで彼女が歌う『The Right Thing 』にも彼らの演奏が使われている。
2007年10月、2枚目のシングル『God Speaking 』がクリスチャン・ラジオで流された。2008年半ば頃、ウェスト作曲の3枚目のシングル『Voice of a Savior 』がインスピレーション・ラジオで流され、インスピレーション・チャートで最高5位となった。

### クリスマス
2007年11月、たびたびコラボしているマシュー・ウェストとのデュエット曲『Christmas Makes Me Cry 』を収録したコンパクト盤『Christmas Joy 』が発売された。この年の初頭に録音されたマイケル・W・スミスとのデュエット曲『Christmas Day 』も収録されている。『Christmas Joy 』はビルボードのクリスチャン・チャートで最高2位となり、『Christmas Day 』は1位となった。クリスチャン・シングル・チャートで上位2位を同時に独占した最初の女性ソロ・アーティストとなった。
2008年10月14日、通常盤アルバム『It's Christmas 』を発売。

### 『Freedom』
2009年3月24日、『Freedom 』を発売。
2009年4月14日、Napsterのボーナス・トラックとして『We Are Family 』が発売されることが発表された。この曲を含めた『Freedom + Bonus Track 』がアマゾンで短期間販売されていた。

### 『What If We Were Real』
2011年4月11日、『What If We Were Real 』が発売された。2011年3月、コメディアンのアニタ・レンフロウと共に、プロモーションのため全米ツアーを始めた。このアルバムからの最初のシングルは『Stronger 』で2011年7月18日に第1位となった。7月13日、アルバム売り上げが51,000枚以上となった。

### 死去
2024年4月18日、ナッシュビルの自宅で遺体が発見された。47歳没。

## 人物
テネシー州ナッシュビル郊外のアンティオーク在住。2006年『アメリカン・アイドル』出演後、健康増進と体重減少の努力をした。2枚目のアルバム『Freedom 』は食べ物への依存を克服した経験にインスパイアされている。2009年3月、75パウンド(約34kg)の減量に成功したこと、これと合計して100パウンド(約45kg)減量を目標にしていることを発表した。2011年2月、ついに100パウンドの減量に成功した。

## 受賞歴

### グラミー賞
| 年     | 賞                                                           | タイトル             | 結果       |
| ------ | ------------------------------------------------------------ | -------------------- | ---------- |
| 2008年 | 最優秀ポップ／コンテンポラリー・ゴスペル・アルバム賞         | True Beauty          | ノミネート |
| 2010年 | 最優秀ポップ／コンテンポラリー・ゴスペル・アルバム賞         | Freedom              | ノミネート |
| 2012年 | 最優秀コンテンポラリー・クリスチャン音楽アルバム賞           | What If We Were Real | ノミネート |
| 2014年 | 最優秀コンテンポラリー・クリスチャン・ミュージック・ソング賞 | "Overcomer"          | 受賞       |

### GMAダヴ賞
| Year   | Award                                   | Nominated work                                                       | Result     |
| ------ | --------------------------------------- | -------------------------------------------------------------------- | ---------- |
| 2008年 | 最優秀新人賞                            |                                                                      | ノミネート |
| 2008年 | 最優秀女性歌手賞                        | Herself                                                              | ノミネート |
| 2009年 | 最優秀女性歌手賞                        |                                                                      | ノミネート |
| 2010年 | 最優秀女性歌手賞                        |                                                                      | ノミネート |
| 2010年 | 最優秀ポップ/コンテンポラリー・ソング賞 | My Deliverer                                                         | ノミネート |
| 2010年 | Short Form Video of the Year            | Lose My Soul トビーマックfeat. カーク・フランクリン and マンディーサ | ノミネート |

## ディスコグラフィ
| アルバム - 2007年: True Beauty - 2009年: Freedom - 2011年: What If We Were Real | その他のアルバム - 2007年: Christmas Joy - 2008年: It's Christmas |

## 著書ー
- IdolEyes – (2007年5月9日発売)